# Cher
Cher (en inglés: /ʃɛər/; nacida Cheryl Sarkisian; El Centro, California, 20 de mayo de 1946) es una cantante, actriz, y celebridad de televisión estadounidense, comúnmente citada por los medios como «la Diosa del Pop». Su extensa carrera como cantante, sumada con su extravagancia en el vestir, su influencia en la televisión durante la década de los 70, su incursión en diversos géneros musicales, así como su notable trabajo en el cine, la han convertido en una de las artistas más influyentes de la cultura pop en el mundo.
Saltó a la fama en 1960 como parte del dúo Sonny & Cher, popularizado gracias a su estilo y sonido hippie que compitió exitosamente con otras tendencias de la época como la invasión británica y el sonido Motown. Al finalizar la década, Cher resurgió como estrella de televisión con The Sonny & Cher Comedy Hour y The Cher Show, programas de éxito que le otorgaron popularidad y la establecieron como un «icono» de la pantalla chica. Al mismo tiempo, se estableció como una cantante prolífica, con canciones como: «Bang Bang (My Baby Shot Me Down)», «Gypsys, Tramps & Thieves», «Half-Breed» y «Dark Lady». Luego de la separación del dúo en 1975, logró el éxito en la música disco y se convirtió en una de las atracciones de mayor éxito en Las Vegas.
Durante los ochenta, incursionó en Broadway y se convirtió en una de las actrices más aclamadas de la década, protagonizando películas taquilleras como Silkwood, Las Brujas de Eastwick y Hechizo de luna, esta última por la cual ganó el Óscar a la mejor actriz. A partir de 1987, revitalizó su carrera musical lanzando una serie de álbumes y sencillos de género rock que dominaron las listas de éxitos, tales como «I Found Someone», «If I Could Turn Back Time» y «The Shoop Shoop Song (It's in His Kiss)». En 1998 lanzó la producción más exitosa de su carrera, «Believe», una canción de eurodance que lideró las listas de popularidad a nivel mundial y se convirtió en uno de los sencillos más vendidos de todos los tiempos, además de ser pionero en un nuevo método de producción musical llamado «Efecto Cher».
Se retiró de los escenarios en 2005 al finalizar Living Proof: The Farewell Tour, catalogada en su momento por el Libro Guinness de los récords como la gira más exitosa por parte de una solista. En 2010 estrenó el musical Burlesque, su primera película en siete años, y en 2013 lanzó Closer to the Truth, su primer álbum de estudio en doce años y el cual le reportó el debut comercial más exitoso de su carrera. Entre 2008 y 2011 llevó a cabo el espectáculo Cher at the Colosseum en el hotel Caesars Palace de Las Vegas, y nuevamente a partir de 2017 regresó con Classic Cher en el hotel Monte Carlo de la misma ciudad.
Cher ha cantado en varios idiomas, incluidos inglés, francés, español, italiano, napolitano, alemán, armenio, y turco.
Cher es una de las pocas artistas que ha triunfado en diversas áreas del entretenimiento y, aunque su carrera ha sufrido sonoros altibajos, se ha mantenido vigente durante más de 50 años. Ha ganado los máximos reconocimientos en la industria de la música, el cine y la televisión; posee un Óscar, un Grammy, tres Globos de Oro, un Emmy y el premio a la mejor actriz en el Festival de Cine de Cannes, además de dos nominaciones al BAFTA. Ha vendido más de 100 millones de discos a lo largo de su carrera, convirtiéndose en una de las artistas con mayores ventas de todos los tiempos. Es la única cantante que ha ingresado a las listas de éxito Billboard durante las últimas seis décadas y es la mujer de mayor edad que ha llegado a la cumbre del Hot 100. Fue portada de la revista TIME en 1975, consagrándose como un ícono de la industria del entretenimiento. Se ha desempeñado como feminista, activista de diversas causas sociales y defensora de la comunidad LGBT.

## Biografía

### 1946-1961: primeros años

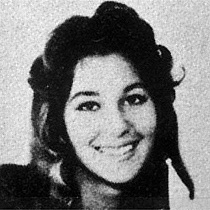
Cher en 1960.

Cher nació en El Centro, California, el 20 de mayo de 1946. Su padre, John Sarkisian de ascendencia armenia y su madre, Georgia Holt (nacida como Jackie Jean Chourch), fue una aspirante a actriz y modelo de ascendencia irlandesa, inglesa, alemana y cherokee. Sus padres tuvieron una relación tormentosa y se divorciaron en Reno, cuando Cher tenía 10 meses de edad; ellos se casarían y divorciarían en dos ocasiones más. El tercero de los ocho matrimonios de Holt fue con el actor John Southall, padre de la medio-hermana de Cher, la actriz Georganne LaPiere. Aunque su matrimonio terminó cuando Cher tenía nueve años, ella lo considera como su verdadero padre y lo recuerda como «un buen hombre quien se volvía agresivo cuando bebía demasiado». Como Holt se casó y divorció en muchas ocasiones, la familia se desplazó de ciudad en ciudad (incluyendo Nueva York, Texas y California) y no poseían mucho dinero. Llegado el momento, Holt tuvo que dejar a Cher en un orfanato y aunque ambas se veían a diario, encontraron esta experiencia traumática.
Su familia notó su creatividad cuando produjo el musical Oklahoma! para su clase. Según la biógrafa Connie Berman, «Cher consiguió que un grupo de niñas se reunieran para dirigirlas y crear rutinas de baile. Como no podía hacer que los niños formaran parte del grupo, ella interpretaba los papeles de hombre y cantaba sus canciones. Incluso a esa edad, tuvo una inusual voz grave». A pesar de lo difíciles que fueron los matrimonios de su madre, Cher quiso ser famosa desde su niñez, pero pensaba que no era atractiva ni talentosa. Ella misma comentó en una entrevista: «No podía pensar en otra cosa que yo pudiera hacer... No pensé si sería cantante o actriz, solo pensaba, bueno, seré famosa, esa es mi meta».
En 1961, Holt se casó con el banquero Gilbert LaPiere, que adoptó a Cher y a su medio hermana y las inscribió en la escuela privada Montclair Prep, en Encino (Los Ángeles). Como el padrastro de Cher, los padres de los estudiantes del Montclair Prep eran adinerados. Tal escuela le presentó a Cher un cambio en su vida, Bernan escribió: «ella destacó de otros por su llamativa apariencia y su extrovertida personalidad». Un compañero de Cher recalcó: «Nunca olvidaré la primera vez que vi a Cher. Era tan especial... parecía una estrella de cine, allí y ahora... ella dijo que iba a ser una estrella de cine y supimos que lo haría». A pesar de no ser la mejor de su clase, Cher era considerada inteligente y creativa. Habitualmente obtenía buenas notas y le iba bien en francés e inglés. Más tarde, a los 30 años, le diagnosticaron dislexia, un trastorno que le habría impedido aprender con facilidad y la hizo retirarse de la escuela a una edad muy temprana. También logró notoriedad por su comportamiento inusual: entretenía a otros estudiantes durante la hora de descanso, cantando y escandalizando a otros al utilizar un top, siendo la primera mujer entre la multitud en hacerlo. Cher declaró: «Nunca estuve realmente en la escuela, siempre estaba pensando sobre cuando crecería y sería famosa». En aquellos años mantuvo una esporádica relación con el actor Warren Beatty.

### 1962-1965: inicios profesionales

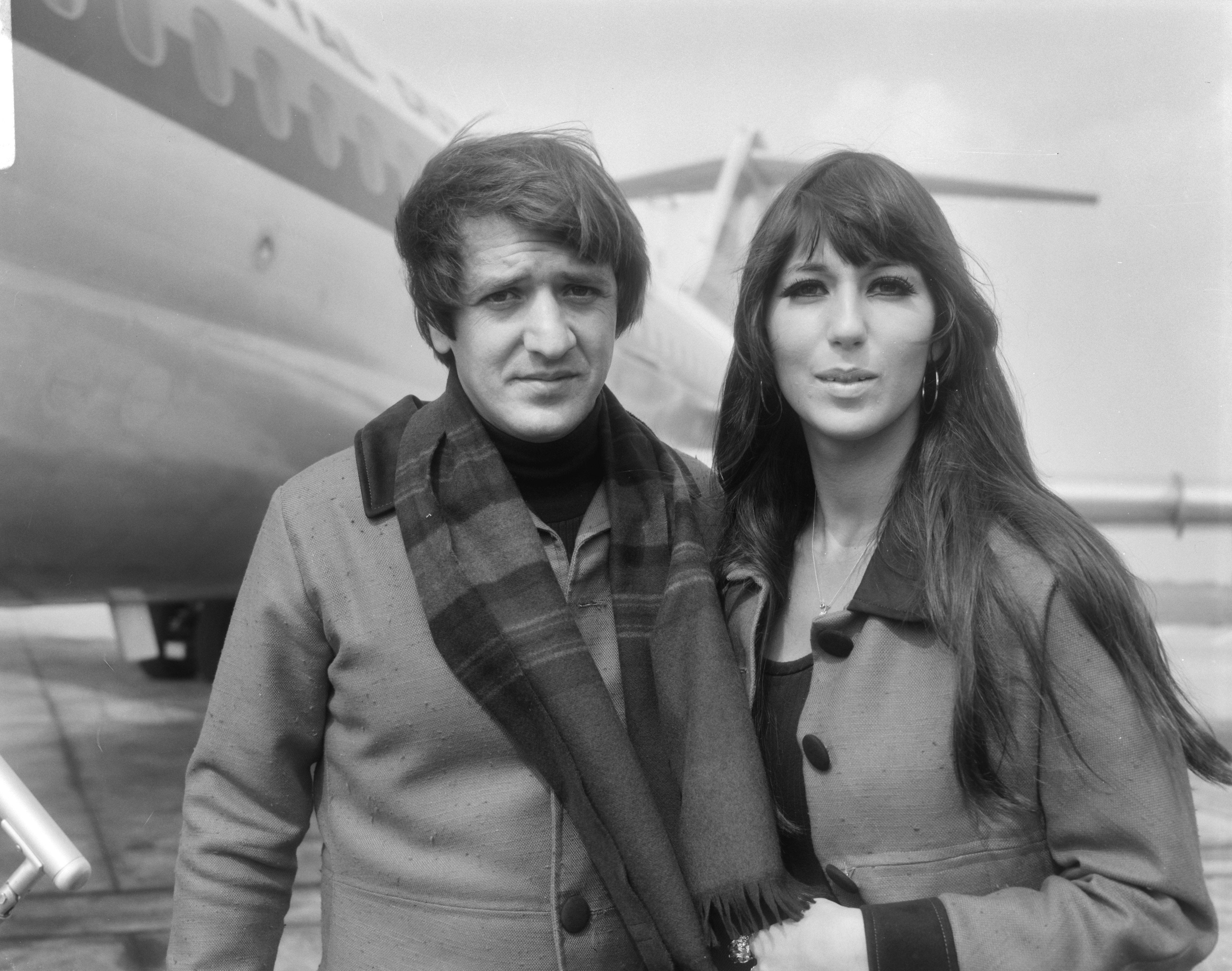
Sonny & Cher llegando a los Países Bajos en 1966

A los 16 años, Cher dejó la escuela y la casa de su madre para mudarse a Los Ángeles con una amiga, donde tomaron clases de actuación y tuvieron diversos trabajos para sostenerse. Bailó en pequeños clubes cerca del Sunset Strip en Hollywood, presentándose frente a otros artistas y agentes. Según la biógrafa Connie Berman, «no vacilaba en aprovechar nada que le pudiera dar oportunidades, hacer contactos o conseguir una audición». En noviembre de 1962, Cher conoció a Sonny Bono mientras trabajaba en la grabación «Wall of Sound» del productor Phil Spector. Poco después, la amiga de Cher dejó el apartamento donde vivían y ella aceptó la oferta de Sonny de ser su ama de llaves. En un momento llegaron a ser amigos muy cercanos, más tarde novios y en octubre de 1964 comenzaron a vivir en pareja sin contraer matrimonio. Sonny llevó a Cher ante Spector, que la incluyó como vocalista en muchas grabaciones clásicas, tales como «You've Lost That Lovin' Feelin'» de The Righteous Brothers y «Be My Baby» de The Ronettes. También produjo su primer sencillo dedicado a Ringo Starr, «Ringo, I Love You», bajo el nombre artístico Bonnie Jo Mason, que no tuvo éxito comercial. Más tarde en 1964, Cher emergió con Sonny como dúo con el nombre de Caesar & Cleo, con sencillos como «The Letter», «Do You Wanna Dance» y «Love Is Strange», pero recibieron poca atención.
A finales de 1964, Cher (conocida por aquella época como Cherilyn) firmó un contrato con Liberty Records, con Sonny como su productor. Su segundo sencillo como solista, «Dream Baby», consiguió colarse en la radio de Los Ángeles, siendo un éxito a nivel local. Ya en 1965, Cher lanzó su primer álbum de estudio titulado All I Really Want to Do, descrito por Tim Sendra de Allmusic como «una de las grabaciones de folk-pop más fuertes de la época». El álbum entró en el top 20 del Billboard 200 y permaneció seis meses en la lista. La canción que da nombre al álbum fue la versión hecha por la cantante de una composición de Bob Dylan y alcanzó el puesto 15 en el Billboard Hot 100 de ese año.

### 1965-1967: ascenso a la fama de Sonny & Cher
Mientras tanto, Sonny & Cher, que ya eran conocidos, firmaron con Reprise Records y lanzaron su primer sencillo «Baby Don't Go». La canción llegó a ser un éxito mayor en Los Ángeles y alcanzó el puesto 8 en el Hot 100, tras el cual los contrataron en el sello discográfico Atco, división de Atlantic Records. Su primer álbum, Look At Us (1965), permaneció en el segundo puesto del Billboard 200 durante cinco semanas. El sencillo «I Got You Babe», lideró el Billboard Hot 100 y se convirtió en uno de «los sencillos de pop/rock más queridos de mitad de la década». Otros sencillos de mediano éxito que le siguieron fueron «Just You», «But You're Mine», «What Now My Love», «Little Man» y «The Beat Goes On». Con este último, el dúo ingresó de nuevo en el top 10 de los Estados Unidos. Sonny & Cher enlistaron 11 canciones en el top 40 del Billboard entre 1965 y 1972, incluyendo seis en el top 10 y registraron ventas de 40 millones de discos. Llegaron a colocar en lista cinco canciones en el top 20, igualando a artistas como Elvis Presley y The Beatles. Para finales de 1967, el dúo se había convertido, según Ginia Bellafantek, editora de la revista Time, en «la pareja del rock».
Sonny & Cher llegaron a ser un fenómeno similar a la Beatlemania, viajando y actuando alrededor del mundo y gracias a su «suave sonido» y «cálida armonía», compitieron con éxito frente a otras tendencias de la época como la invasión británica o el sonido Motown. De acuerdo con la escritora Cintra Wilson:

Los fotógrafos de los diarios ingleses mostraron cuando Sonny & Cher fueron expulsados del London Hilton por su vestuario la noche en que llegaron - literalmente en la noche, ellos eran estrellas. Londres quedó impactado al ver su look nunca antes visto, el cual ni era mod, ni tampoco roquero. Al mismo tiempo en que Sonny & Cher volvieron a América... tuvieron que desembarcar del avión en la pista o los fans los hubieran hecho trizas.

Tras una aparición en The Ed Sullivan Show en el otoño de 1965 en el que Sullivan presentó erróneamente a la cantante como "Chur", Cher empezó a escribir su nombre con un acento agudo: Chér, un signo tipográfico que la acompañó hasta 1974. Pronto, el dúo comenzó a hacer apariciones en famosos programas de televisión de la época, tales como American Bandstand, Hollywood Palace, Beat Club, Hullabaloo y Shindig!. Para disfrazar su miedo escénico, Cher sacudía esporádicamente el cabello de Sonny Bono, gesto que se convirtió en un símbolo de la pareja.
Con su exótica apariencia, Cher puso de moda los pantalones de campana y los accesorios «hippie» que lucía en el escenario y llegó incluso a diseñar su propia línea de ropa. Entre 1966 y 1967, la artista lanzó en solitario The Sonny Side of Chér, Chér y With Love, Chér. Entre ellos sobresale la canción «Bang Bang (My Baby Shot Me Down)», que alcanzó el segundo puesto del Hot 100 y se convirtió en su primer sencillo en superar el millón de copias vendidas. «Alfie» sirvió como tema central de la película homónima y recibió una nominación al Óscar a la mejor canción original. A su vez, «You Better Sit Down Kids» alcanzó el "top 10" en Estados Unidos.

### 1967-1970: incursión en el cine y primer matrimonio
La década de los 70 estaba finalizando y la monogamia de Sonny & Cher y el estilo de vida libre de narcóticos estaban pasando de moda con la llegada del hard rock, la psicodelia y la cultura de la droga. Además, según Berman, «la pesadez y el sonido de grupos como Jefferson Airplane y Cream hicieron que la música folk-rock de Sonny & Cher pareciera demasiado suave». En un intento fallido de atraer de nuevo la atención de la audiencia joven, el dúo produjo y protagonizó la cinta Good Times, un fracaso en taquilla. Cher, continuando su carrera en solitario lanzó Backstage (1968) y 3614 Jackson Highway (1969), ambos un fracaso comercial pero no así de crítica. Tras 3614 Jackson Highway, se acabó su contrato con Atco Records. Su relación con Sonny empezó a complicarse y él empezó a engañarla en repetidas ocasiones. Según la revista People, «Bono trató de ganársela desesperadamente, diciéndole que quería casarse y formar una familia». El dúo contrajo matrimonio luego del nacimiento de Chaz Bono (nacida como Chastity Bono) el 4 de marzo de 1969. A finales de dicho año, probaron suerte nuevamente en el cine con Chastity, en el que Sonny como productor, trató de lanzar a Cher como estrella de cine. La película fracasó, costándole al dúo buena parte de sus ahorros. Sin embargo, algunos críticos notaron las dotes Cher para la actuación. Como un golpe profesionalmente bajo, el dúo comenzó a realizar presentaciones nocturnas en Las Vegas. Según Wilson, «su larga presentación era tan deprimente que la gente empezaba a abuchearlos. Entonces Cher les respondía, Sonny la intentaba callar y ella lo callaba a él». Tal interacción entre ambos se convirtió en ficha clave de su acto, traduciéndose en éxito para el dúo, lo que les permitió presentar su show en horario estelar.

### 1970-1974: resurgimiento en televisión

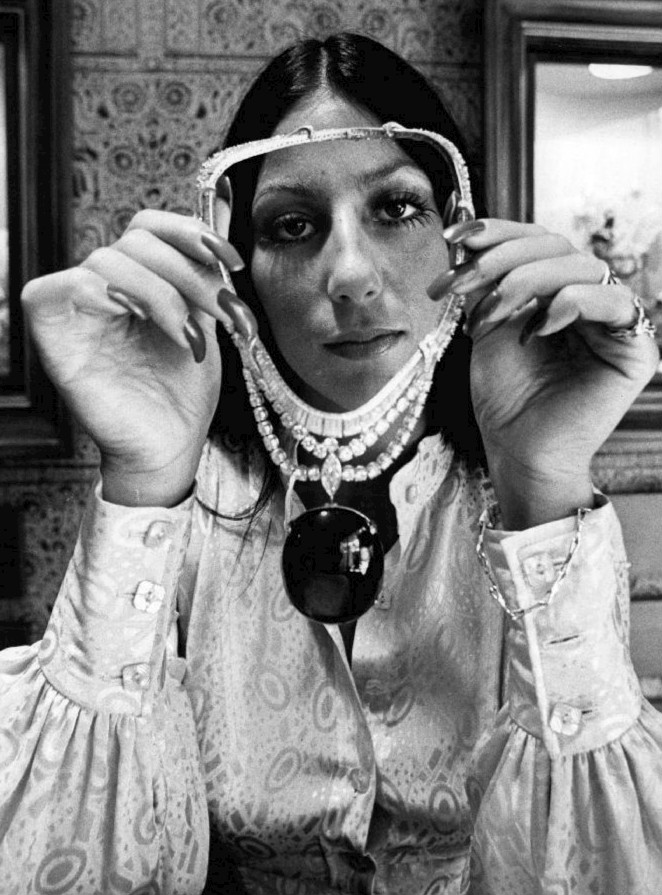
Cher en The Sonny & Cher Comedy Hour en 1971.

En 1970, Cher protagonizó junto a Sonny Bono su primer especial para televisión, The Sonny & Cher Nitty Gritty Hour. Una mezcla de comedia y música en vivo; el especial fue un éxito de crítica. Fred Silverman, programador de la CBS, vio al dúo durante una presentación en The Merv Griffin Show y les ofreció tener su propio show de variedades. The Sonny & Cher Comedy Hour debutó en 1971 como reemplazo de una serie saliente y tuvo una duración de solo 6 episodios. Sin embargo, debido a los altos índices de audiencia, el show fue extendido y entró al horario prime en diciembre. Silverman tildó el éxito de la pareja como «una explosión. Podrías contar en una mano las veces en que esto ha sucedido en la historia de la televisión». El show tuvo una audiencia de 30 millones de espectadores en los tres años en que duró en antena; recibió 12 nominaciones al premio Emmy y ganó uno por mejor dirección. Elogiada por sus lapsos de humor, Cher se burlaba de Sonny aludiendo a su aspecto y su baja estatura. Según la biógrafa Connie Bernan, ellos «irradiaban un aura de alegría, cariño y calidez que solo aumentaba su atractivo. Los televidentes quedaron aún más encantados cuando la pequeña Chastity apareció en el show. Parecían la familia perfecta». Gracias a los sketches del programa, Cher perfeccionó sus habilidades para interpretar papeles cómicos, tales como la temida ama de casa Laverne, la sarcástica camarera Rosa y diversas damas históricas como Cleopatra y Miss Sadie Thompson. Además, los vestidos que lucía eran un atractivo más de la serie y su estilo influyó en las tendencias de la moda de la década.
Ya con 25 años, Cher continuó estableciéndose a sí misma como cantante solista, contando con la ayuda del productor Snuff Garrett. Su primer sencillo número uno en solitario fue «Gypsys, Tramps & Thieves», uno de los más vendidos de la historia de MCA Records, a la vez que recibió una nominación al Grammy a la mejor interpretación pop femenina en 1972. El álbum homónimo salió a la venta en septiembre de 1971 y fue disco de platino por la RIAA. La crítica reconoció en Cher una artista más «madura, confiada y poderosa, con alta intensidad en sus interpretaciones», como en «The Way of Love», sencillo que se ubicó en el top 10 de los Estados Unidos. El álbum alcanzó el puesto 16 en el Billboard 200 y se mantuvo en la lista 45 semanas. En 1972, lanzó un álbum de menor éxito, Foxy Lady, una producción compuesta totalmente por baladas y en donde la crítica nuevamente elogió su evolución vocal. El mismo año, Snuff Garret dejó de producir sus discos tras una discusión con Sonny Bono sobre el tipo de música que se debía grabar. En 1973 y tras su insistencia, Sonny produjo Bittersweet White Light, que fue un fracaso de ventas.

Meses después, Cher logró su segundo sencillo número uno con «Half-Breed», composición de Garret, que habla sobre una mujer, hija de madre cherokee y padre blanco. A pesar de no estar con ella durante la composición, Garret estaba convencido de que la canción sería «un éxito para Cher y para nadie más», así que conservó la canción durante meses hasta reencontrarse con la cantante. Tanto el sencillo como el álbum, fueron certificados con un disco de oro por la RIAA. En 1974, se anotó un tercer número uno con «Dark Lady», proveniente del álbum Dark Lady y meses más tarde lanzó su primera recopilación, Greatest Hits, disco que según la revista Billboard, la mostró como «una de las creadoras de éxitos más consistentes de los últimos cinco años», así como «una super estrella que siempre vende discos». Tras «Dark Lady», Cher no volvería a tener otro sencillo número uno en el Hot 100 hasta el final del siglo.
 Entre 1971 y 1974, Sonny & Cher revivieron su carrera musical con el lanzamiento de cuatro álbumes a través de Kapp Records y MCA Récords que incluyeron sencillos de éxito como «All I Ever Need Is You» en 1971 y, ya en 1972, «A Cowboy's Work Is Never Done», por el que recibieron una nominación al Grammy. Sobre su apretada agenda de aquella época, Cher comentó lo siguiente: «Podía hacer todo un álbum... en tres días... luego nos poníamos en camino... y estábamos haciendo el show de Sonny & Cher».

### 1974-1979: divorcio de Sonny Bono, segundo matrimonio y reveses profesionales
Para finales de 1972, el matrimonio de Sonny y Cher ya había finalizado, pero sus apariciones se mantuvieron hasta 1974. Sonny escribió en su diario, «el público aún pensaba que estábamos casados... y esa es la forma en que tenía que ser». En febrero de 1974, Sonny solicitó la separación citando «diferencias irreconciliables», una semana después, Cher contraatacó con una demanda de divorcio, citando «servidumbre involuntaria» y lo acusó de haberle retenido dinero y de haberla privado de ingresos que le pertenecían por derecho. El dúo discutió en los tribunales las finanzas y la custodia de Chastity, que se le concedió finalmente a la madre. El final de la pareja salió a la luz durante la tercera temporada de The Sonny & Cher Comedy Hour, por lo que dejó de emitirse aun cuando registraba altos índices de audiencia. El proceso de separación finalizó el 27 de junio de 1975. Durante el proceso, Cher tuvo una relación de dos años con el productor ejecutivo David Geffen, que la liberó de los negocios de Sonny Bono, asilándola en la compañía que ella misma controlaría: Cher Enterprises. Geffen acordó un contrato por 2,5 millones de dólares con Warner Bros. Records y reunió a la artista con Phil Spector para grabar un sencillo de prueba a través de Warner-Spector Records, sello controlado por este último. El resultado de la alianza fue «A Woman's Story» y el dueto con Harry Nilsson, «A Love Like Yours», sencillos que no alcanzaron el éxito. Este último fue posteriormente reconocido por la revista DMA como uno de «los estribillos más pegadizos jamás grabados».
En 1974, ganó el Globo de Oro a la mejor interpretación de una actriz en televisión - comedia o musical por The Sonny & Cher Comedy Hour. El mismo año, Sonny Bono lanzó su propio programa, The Sonny Comedy Revue, pero fue cancelado después de seis semanas de emisión.
Por su parte, Cher con The Cher Show debutó como un exitoso especial para televisión el 16 de febrero de 1975, con la participación de artistas invitados como Flip Wilson, Bette Midler y Elton John. Los actores Cloris Leachman y Jack Albertson ganaron el Emmy por su aparición especial y el programa recibió un total de nueve nominaciones. The Cher Show fue producido por David Geffen y contenía monólogos, comedia, música y el repertorio de vestuario más grande para un show de televisión en ese entonces. La prensa lo valoró positivamente en sus primeros episodios, con Los Angeles Times exclamando «Sonny sin Cher fue un desastre. Cher sin Sonny, por otro lado, sería la mejor cosa que le pasó a la televisión en esta temporada». The Cher Show continuó por otras dos temporadas como sustituto directo de The Sonny & Cher Comedy Hour. Cher declaró: «hacer un programa yo sola era más de lo que podía manejar».
El 30 de junio de 1975, tres días después del final del proceso de divorcio con Sonny, Cher contrajo matrimonio con el músico Gregg Allman, cofundador de The Allman Brothers Band. Firmó el divorcio nueve días después citando sus problemas de alcohol y heroína, sin embargo, la pareja se reconcilió y continuó su matrimonio hasta 1979. Tuvieron un hijo, Elijah Blue, nacido el 10 de julio de 1976. Bajo el nombre artístico de «Allman and Woman», Gregg y Cher lanzaron el álbum de duetos Two the Hard Way en 1977, calificado por A+E Networks como «el peor trabajo de sus respectivas carreras».
Tras la cancelación de The Cher Show debido a su segundo embarazo, Sonny y Cher prepararon su regreso a la televisión con The Sonny & Cher Show, emitido desde febrero de 1976 hasta mediados de 1977. Su extravagante estilo de vida, su tormentosa relación con Allman y el humor insultante entre la pareja acerca de su divorcio fueron factores decisivos para llevar el programa al fracaso.
Animada por Geffen, Cher comenzó a trabajar en su primer álbum bajo el sello Warner en 1975. Según el biógrafo Mark Bego, «su intención era que este álbum hiciera millones de fans alrededor del mundo y la tomaran seriamente como una estrella de rock, y no solo como una cantante pop». A pesar de sus esfuerzos por desarrollar un estilo con influencias de Stevie Wonder, Elton John, James Taylor, Carly Simon, Joni Mitchell y Bob Dylan, el álbum resultante, Stars, recibió críticas negativas. Janet Maslin de The Village Voice escribió: «Cher no solo no es una rock and roller... apariencia, sin música, Cher solo es el ingrediente principal de las grabaciones y programas de Sonny Bono» Desde entonces, el álbum se ha convertido en objeto de culto y es considerado como uno de los mejores de su carrera. Sus siguientes álbumes fueron I'd Rather Believe in You (1976) y Cherished (1977). Este último marcó un regreso al género pop ante la insistencia de los productores de Warner, sin embargo, ambos fueron fracasos comerciales. Cher volvió al horario prime con los especiales Cher... Special (1978), nominado a tres premios Emmy y Cher and Other Fantasies (1979). En 1978, cambió su nombre de Cherilyn Sarkisian La Piere Bono Allman a solo Cher, sin segundo nombre ni apellido para «evitar ser relacionada con su padre, padrastro o ex-esposos».

### 1979-1982: reinvención musical
Ya como madre soltera de dos hijos, se dio cuenta de que debía tomar un decisión acerca del rumbo de su carrera como cantante, decidió dejar a un lado su deseo de ser estrella de rock y firmó con Casablanca Records. Finalmente, lanzó Take Me Home, un álbum que incursionó en el género disco, muy popular en ese entonces y cuyo primer sencillo, «Take Me Home», permaneció dentro de las producciones más vendidas de mitad de 1979. Dicha producción marcó una especie de «regreso» en la música y tanto el álbum como el sencillo fueron certificados con un disco de oro por la RIAA. Parte de las ventas fueron respaldadas por la controversial portada del álbum, la cual mostraba a Cher con un revelador traje vikingo.
A pesar del éxito del álbum y el entusiasmo inicial, Cher cambió de mentalidad acerca de la música disco, comentando: «nunca pensé que quería hacer disco... pero es terrorífico! Es bueno hacer música para bailar también. Pienso que la música bailable es lo que todos quieren.» Animada por la popularidad de Take Me Home, Cher planeó su regreso al rock con su siguiente álbum, Prisoner (1979). En la portada, apareció semidesnuda y atada con cadenas, aludiendo la presión de la prensa hacia ella y generando la ira de grupos feministas que la percibieron como una «imagen de esclava sexual». Cher incluyó canciones de rock en el álbum promocionado como de género disco, lo que ocasionó que pareciera desenfocado y así, llevándolo al fracaso. Prisoner produjo el sencillo «Hell on Wheels», el cual fue incluido en la banda sonora de la cinta Roller Boogie y fue un éxito al rendir homenaje al patín sobre ruedas, muy popular durante el final de la década. Durante esta época, Cher mantuvo una relación con el bajista de Kiss, Gene Simmons.
En 1980, Cher realizó su última grabación bajo el sello Casablanca Records, «Bad Love», una canción de género disco que fu incluida en la cinta Foxes. Formó parte de la banda de rock Black Rose con su pareja de entonces, el guitarrista Les Dudek. El grupo fue promovido sin mostrar a Cher como celebridad, su nombre nunca apareció en el primer álbum y su rostro solo fue visto en una fotografía con todos los miembros del grupo en la parte trasera del disco. Luego de ser fácilmente reconocida tras una presentación, desarrolló una imagen estilo punk, cortándose el cabello y tiñendolo de rubio, verde y rosado. A pesar de sus apariciones en televisión, el grupo no logró realizar conciertos. Su primer y único álbum Black Rose registró pocas ventas y recibió críticas desfavorables. Cher comentó a la revista Rolling Stone: «nos pisotearon, y no atacarón el álbum. Me atacaron a mí. Fue algo como "¿Como Cher se atreve a cantar rock & roll?"» En 1981, cuando la banda se disolvió, Cher era una de las atracciones nocturnas más exitosas de Las Vegas, ganando cerca de $300.000 a la semana. El mismo año lanzó el sencillo «Dead Ringer for Love» a dúo con Meat Loaf, el cual se posicionó en el top 5 del Reino Unido. Dicho dueto fue descrito como «uno de los más inspiradores de los ochenta». En 1982, lanzó a través de Columbia Records el álbum I Paralyze, el cual fue declarado como «su álbum más fuerte y consistente en años», pero registró pocas ventas.

### 1982-1987: progreso en el cine y receso musical
Con las ventas de sus álbumes y sencillos estancadas nuevamente, Cher decidió extender su carrera hacia la actuación formal. Sus primeras ámbiciones estuvieron siempre encaminadas hacia el cine, antes que la música, sin embargo no tenía referencias profesionales además de los pobres títulos Good Times y Chastity y los productores y directores en Hollywood no le prestaron atención como actriz. De hecho, en este punto de su carrera, ya la declaraban una artista del pasado. En 1982, se trasladó a Nueva York para tomar lecciones de actuación con Lee Strasberg, fundador de Actors Studio, pero nunca asistió. Audicionó y fue elegida por el director Robert Altman (cuya esposa era amiga de Georgia Holt) para protagonizar la obra de Broadway Come Back to the Five and Dime, Jimmy Dean, Jimmy Dean. El mismo año, fue llamada a hacer parte del reparto para la versión cinematográfica, también dirigida por Altman, la cual le otorgó una nominación al Globo de Oro. El director Mike Nichols la vio en escena mientras actuaba en Jimmy Dean y le ofreció ser la novia lesbiana de Meryl Streep en la controversial cinta Silkwood. En su estreno en 1983, la audiencia era escéptica acerca de la habilidad de Cher como actriz. De acuerdo con la biografa Connie Berman:

Ella ha repetido frecuentemente la historia sobre la respuesta de la audiencia en la premier en la que asistió. En el comienzo de la película, cuando su nombre apareció en pantalla, la audiencia cayó en risa. Cher quedó devastada. Su hermana, quien estaba con ella, empezó a llorar. Cher no lloró pero estaba profundamente dolida. La percepción de la audiencia cambió al final. Hollywood también lo supo, así que hicieron las críticas.

Por su «intensa y casi perfecta interpretación», Cher fue nominada al Óscar a la mejor actriz de reparto y ganó el Globo de Oro en la misma categoría. Su siguiente filme, Mask (1985), se posicionó en el segundo lugar de la taquilla norteamericana y fue su primer éxito comercial y de crítica como protagonista. Por su papel de adicta a las drogas y las motocicletas y madre de un joven severamente desfigurado, ganó el premio a la mejor actriz en el Festival de Cine de Cannes. Durante la realización de la película, tuvo un enfrentamiento con el director Peter Bogdanovich, su comportamiento que iba en contra del «orden establecido» provocó que fuera ignorada en las nominaciones a los Óscar de ese año. Según el autor James Parish, para mostrar su inconformidad con el «sistema», Cher asistió a la ceremonia de premiación de 1986 en uno de los trajes más extravagantes –el cual hacía alusión a una tarántula– que se han visto en la historia de los Óscar. Dicho incidente fue altamente publicitado.
También en 1985, fue homenajeada con el premio a la mujer del año Hasty Pudding de la Universidad de Harvard y formó parte de la compañía cinematográfica Isis. En mayo de 1986, hizo su primera aparición como invitada especial en el programa Late Night with David Letterman. Cuando Letterman le preguntó por qué había sido tan renuente a aparecer en su programa, Cher respondió que no lo había hecho por considerarlo un «idiota». La audiencia «estremeció» y Letterman comentó a la revista People, «eso hirió mis sentimientos [...] Cher era una de las pocas personas que realmente he querido tener en el programa y entonces me dijo idiota. Me sentí como un total tonto [...]». En 1987, limó asperezas con Letterman y regresó al programa en una aparición especial con su exesposo Sonny Bono para cantar «I Got You Babe», siendo la primera vez en casi 10 años en que se reunían.
Durante esta década, fue involucrada ampliamente en relaciones sentimentales con varios hombres de menor edad, incluyendo los actores Val Kilmer, Eric Stoltz y Tom Cruise, el jugador de hockey Ron Duguay, el productor cinematográfico Josh Donen, el guitarrista de Bon Jovi, Richie Sambora y Rob Camilletti, este último era un panadero, 18 años menor, el cual conoció en 1986 y con quien vivió durante tres años. Apodado como el «chico rosquilla» por la prensa, Camilletti apareció en los titulares al estrellar el Ferrari de Cher en el auto de uno de los paparazzis. La pareja se separó al poco tiempo después.

### 1987-1992: consagración cinematográfica y renovación musical
En 1987, regresó a la pantalla gigante en tres ocasiones. La primera, interpretando a una defensora pública en el drama Suspect, al lado de Dennis Quaid y Liam Neeson, la segunda, coprotagonizando junto con Susan Sarandon, Michelle Pfeiffer y Jack Nicholson la comedia Las brujas de Eastwick, la cual tuvo ingresos por 31,8 millones de dólares por ganancias de alquiler y la tercera, protagonizando la comedia romántica de Norman Jewison, Hechizo de luna, en la que actuó junto con Nicolas Cage y Olympia Dukakis y que tuvo ingresos por más de 90 millones de dólares. Por su «cautivadora» actuación de una italiana «viuda y solitaria que al final re-encontró el amor», Cher ganó el Óscar a la mejor actriz y el Globo de Oro como mejor actriz - comedia o musical En la ceremonia, toda la audiencia se levantó al escuchar su nombre como ganadora, ella dijo en su discurso: «No creo que este premio signifique que soy alguien, pero tal vez estoy en camino». Para 1988, Cher era considerada como una de las actrices más aclamadas y rentables de la década, cobrando cerca de USD$1 millón por película. El mismo año lanzó su propia fragancia, Uninhibited, la cual le generó ingresos por cerca de USD$15 millones en su primer año en el mercado. También lanzó su primer libro de ejercitamiento físico titulado Forever Fit, el cual vendió más de 100,000 copias.
El mismo año, revivió su carrera musical al firmar con la disquera Geffen Records con lo que la revista DMA llamaría «la más impresionante serie de éxitos hasta la fecha [...] que la establecería como una artista rock & roll seria [...] una corona por la cual había trabajado arduamente para conseguir». Con la intervención de Michael Bolton, Jon Bon Jovi, Desmond Child y Richie Sambora, lanzó Cher, álbum que redefinió su imagen como cantante y que fue certificado con un disco de platino por la RIAA. Su primer sencillo, «I Found Someone», presentó una ineludible influencia de rock and roll y se posicionó en el top 10 de los Estados Unidos, siendo el primer éxito de Cher en más de ocho años. Otros sencillos destacables son «We All Sleep Alone», el cual alcanzó el puesto 14 del Hot 100 y «Bang Bang», una nueva versión de su éxito de 1966, el cual destacó por su amplia inmersión en el género hard rock. Cher vendió alrededor de 7 millones de copias.
Su vigésimo álbum y segundo con Geffen, Heart of Stone (1989), superó el éxito del anterior y vendió 11 millones de copias a nivel mundial, consiguiendo tres discos de platino por la RIAA. El video musical del primer sencillo, «If I Could Turn Back Time», suscitó polémica al mostrar a Cher actuando en un buque de guerra, luciendo un body negro semi-transparente, el cual dejaba al descubierto un gran tatuaje en sus glúteos. Diversas cadenas musicales censuraron el video, incluyendo a MTV, quien inicialmente se negó a transmitirlo por su «parcial desnudez». Respondiendo a la presión de sus televidentes adultos, la cadena solo transmitió el video entre las 9pm y 6am. «If I Could Turn Back Time» fue un hit a nivel mundial, convirtiéndose en el sencillo más exitoso de Cher en toda su carrera. Otros sencillos de gran notoriedad fueron «Just Like Jesse James», «Heart of Stone» y «After All», este último fue un dúo con Peter Cetera que sirvió como tema central de la cinta Chances Are y que fue nominado al Óscar a la mejor canción original. El mismo año, se embarcó en la gira Heart of Stone Tour (también conocido como The Cher Extravaganza), el cual finalizó en 1990. La gira generó un especial de televisión titulado Cher at the Mirage, el cual fue grabado durante uno de sus conciertos en Las Vegas.
Su primera película en tres años, Mermaids (1990), fue un homenaje a las mujeres que viajan de ciudad en ciudad al final de una relación amorosa. Contó con la participación de Winona Ryder y Christina Ricci y aunque no fue considerada como un éxito de taquilla, fue bien valorada por los críticos. La artista declaró que tuvo discusiones con los primeros dos directores de la cinta, Lasse Hallstrom y Frank Oz, hasta que fueron reemplazados por Richard Benjamin. Como los productores creían que Cher podría ser la «atracción» de la película, le dejaron tener control total detrás de escena. Según la biógrafa Connie Bernan, Mermaids se convirtió en un clásico de culto. Cher contribuyó con dos canciones para la banda sonora: «Baby I'm Yours» y el éxito internacional «The Shoop Shoop Song (It's in His Kiss)», el cual lideró las listas británicas por cinco semanas y entró en el top 5 a nivel mundial. En 1991 lanzó su última producción bajo el sello Geffen, Love Hurts, el cual debutó en el primer lugar en Reino Unido, manteniedose allí por seis semanas. El álbum vendió cerca de 4 millones de copias y generó cuatro sencillos de éxito, el más notable, «Love and Understanding», el cual ingresó en el top 10 en el país británico y se ubicó dentro de las primeras veinte casillas de los Estados Unidos, siendo el único sencillo exitoso del álbum en América. Tiempo después, Cher comentó que sus «años de éxito» con Geffen habían sido especialmente significativos para ella porque «estaba logrando hacer canciones que realmente amaba [...] canciones que realmente me representaban y que fueron populares»
En 1992, se embacó en la gira Love Hurts Tour y lanzó dos videos sobre salud nutricional, CherFitness: A New Attitude y CherFitness: Body Confidence, siendo muy exitosos en su género. En noviembre del mismo año, lanzó la recopilación Cher's Greatest Hits: 1965-1992, la cual solo estuvo disponible en Europa y que incluyó tres nuevas canciones, «Oh No, Not My Baby», «Many Rivers to Cross» y «Whenever You're Near». La recopilación demostró ser exitosa, liderando las listas británicas por siete semanas no consecutivas y ubicándose en el top 10 de otros países. En Alemania, Cher recibió el premio Echo a la artista internacional del año.

### 1992-1997: problemas personales y profesionales, y debut como directora

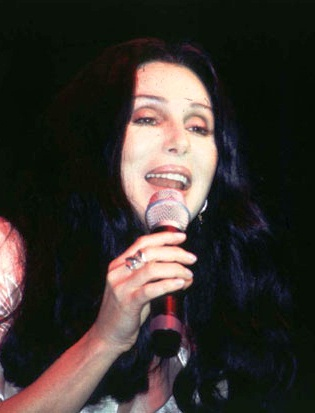
Cher actuando en una discoteca de Nueva York en 1996

Debido a su mala experiencia en Mermaids, rechazó protagonizar las exitosas películas La guerra de los Rose y Thelma & Louise. Según la biografa Connie Berman, «luego del éxito de Hechizo de Luna, ella estaba tan preocupada sobre su siguiente paso profesional, por lo cual era muy cautelosa». En la primera mitad de la década, cayó víctima del virus de Epstein-Barr y consecuentemente desarrolló un síndrome de fatiga crónica, lo cual la dejaba demasiado agotada como para sostener su carrera en la música y el cine. Sin embargo, comenzó a aparecer en una serie de infomerciales sobre productos de salud, dieta y belleza, ya que «necesitaba dinero» y «estaba demasiado cansada como para trabajar en otros proyectos». Dichos comerciales le generaron ingresos por 100 millones de dólares. Las críticas no se hicieron esperar, Cher era constantemente parodiada en programas como Late Night with David Letterman y Saturday Night Live, era objeto de burlas y los críticos declararon «muerta» su carrera como actriz. Más tarde, ella declaró en Ladies Home Journal: «De repente me convertí en la reina de los infomerciales y no se me ocurrió que la gente solo se centraría en eso y me despojaría de mis otras cosas».
Realizó una serie de cameos en las películas The Player (1992) y Prêt-à-Porter (1994), ambas dirigidas por Robert Altman. En 1994 colaboró en la serie Beavis and Butt-Head de MTV para la realización de una versión rock del éxito de Sonny & Cher, «I Got You Babe». En 1995, volvió a la cumbre de las listas británicas con «Love Can Build a Bridge», que contó con la colaboración de Chrissie Hynde, Neneh Cherry y Eric Clapton. El mismo año, firmó con los sellos Warner Bros. Records (por segunda vez) y WEA Records para lanzar It's a Man's World, álbum constituido en su totalidad por canciones escritas por hombres y que serían expuestas por Cher bajo la mirada femenina. El álbum recibió comentarios positivos y algunos críticos declararon que su voz «se escuchaba mejor que nunca». It's a Man's World fue lanzado en Europa en noviembre de 1995 y en América en junio de 1996 bajo el sello Reprise Records y originó los sencillos notables «Walking in Memphis» y «One by One», en este último Cher hizo gala de su falsete, por lo que fue bien valorada. It's a Man's World vendió cerca de 1 millón de copias. El 24 de diciembre de 1995 protagonizó Christmas with Cher, un especial navideño de ITV para televisión. En 1996, protagonizó la comedia de Chazz Palminteri, Faithful, que fue mal recibida por los críticos. A pesar de ser elogiada por su «appeal», se negó a promoverla alegando que era «horrible». Se anotó un éxito profesional al dirigir parte de la película de HBO, If These Walls Could Talk, la cual trataba sobre el tema del aborto y contó con la participación de Demi Moore, Sissy Spacek y Anne Heche. Por encarnar a una doctora asesinada brutalmente por un fanático que estaba en contra del aborto, recibió una nominación al Globo de Oro a la mejor actriz en una película para televisión.

### 1998-2000: muerte de Sonny Bono y éxito mundial conBelieve
En enero de 1998, el entonces congresista republicano Sonny Bono falleció en un accidente de esquí. Cher dio un conmovedor discurso en su funeral y con lágrimas en los ojos declaró que era «el personaje más inolvidable» que había conocido El 20 de mayo de 1998 homenajeó a Bono con el especial de televisión Sonny and Me: Cher Remembers de la CBS. Consecuentemente, Sonny & Cher recibieron una estrella en el Paseo de la Fama de Hollywood por su contribución en la televisión. El mismo año, lanzó su autobiografía, The First Time, una colección de ensayos que relataron sus «primeras veces» a lo largo de su vida; el libro fue bien calificado al mostrar a la cantante «real» y «genuina». En el momento de la muerte de Sonny Bono, Cher no había terminado de escribir el libro y estaba indecisa sobre incluir o no la muerte de este, ya que podrían acusarla de aprovecharse del momento. Más tarde, declaró a la revista Rolling Stone: «No lo podía pasar por alto, ¿como podría?. Me importaría más lo que la gente pensara o lo que fuera correcto para mí... Yo no tengo que dar explicaciones. Me gustaría que la gente entendiera, pero si no lo hacen, bueno, así es como son las cosas».

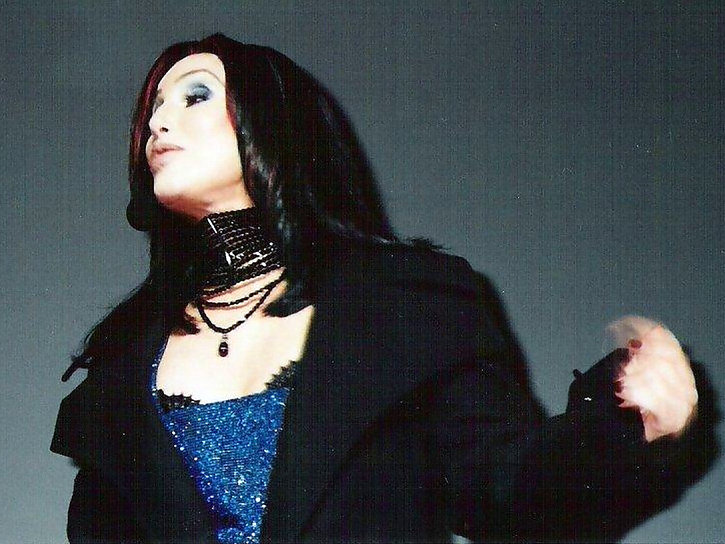
Cher actuando en diciembre de 1998

En noviembre de 1998 lanzó el que sería la producción discográfica más exitosa de su carrera, Believe, un álbum compuesto totalmente por canciones de género dance, que reinventaron su imagen, le devolvieron popularidad y marcaron una amplia brecha con sus antiguas producciones. Muchas canciones intentaron «capturar la esencia de la era disco». Cher comentó: «no es que piense que es un álbum de los setenta... pero allí hay un enlace, una consistencia corriendo a través de él que me encanta». Believe fue certificado con cuatro discos de platino por la RIAA, recibió certificaciones adicionales en otros 39 países y vendió más de 20 millones de copias. El primer sencillo del álbum, «Believe», lideró las listas de popularidad en 25 países y vendió cerca de 11 millones de copias. Llegó a ser un hit alrededor del mundo, fue el sencillo mejor vendido de 1998 y 1999, así como en el más exitoso de toda su carrera hasta la fecha, se convirtió en uno de los sencillos más vendidos de la historia y en su canción insignia. En el Reino Unido, la canción se ubicó en el primer lugar por siete semanas y se catalogó como el sencillo más vendido por parte de una cantante solista en aquel país, récord que aún mantiene. Con «Believe», Cher se convirtió en la cantante de mayor edad (a los 52 años) en alcanzar la cumbre del Hot 100 en los Estados Unidos, la catalogó como la artista con el mayor periodo de tiempo entre canciones que hayan alcanzado la cumbre de dicha lista desde su primera y última vez, con un lapso de 33 años y como la única mujer en la historia en entrar en el top 10 de los Estados Unidos en las décadas de los 60, 70, 80 y 90. Adicionalmente recibió dos nominaciones al Grammy a la grabación del año y mejor grabación bailable, ganando el último.
El álbum también produjo un segundo sencillo de gran éxito, «Strong Enough», el cual entró en el top 10 a nivel mundial. El 28 de enero de 1999 apareció en la trigésimo tercera edición del Super Tazón para interpretar el himno de los Estados Unidos. En marzo, apareció en el especial de televisión VH1 Divas Live 2, que contó con la colaboración de Tina Turner, Elton John y Whitney Houston, entre otras estrellas. Según VH1, «ese fue el especial más popular y más visto en la historia de la televisión, con la presencia de Cher generando parte de eso». Su posterior gira, Do You Believe? Tour, se extendió a lo largo de 1999 y el 2000, agotó boletería en los Estados Unidos y fue vista por cerca de 1,5 millones de personas globalmente. De la gira se originó un especial para televisión titulado Cher: Live at the MGM Grand In Las Vegas, el cual logró los niveles más altos de audiencia que cualquier otro programa de HBO de 1998 y 1999 y recibió siete nominaciones al Emmy. También en 1999, Cher lanzó su siguiente recopilación, The Greatest Hits, que lideró las listas de popularidad en Australia y Alemania. El mismo año, Geffen Records también lanzó su propia versión, If I Could Turn Back Time: Cher's Greatest Hits, el cual fue certificado con un disco de oro por la RIAA.
Su siguiente película fue Té con Mussolini (1999) de Franco Zeffirelli, con la participación de las aclamadas actrices Judi Dench, Maggie Smith, Joan Plowright y Lily Tomlin. Aunque la cinta recibió comentarios mixtos, su actuación fue bien valorada al interpretar a una extravagante y acomodada mujer judía que es traicionada, quedando en la ruina en el marco de la Segunda Guerra Mundial; un crítico de FilmComment escribió: «Solo después de que ella aparece en pantalla es cuando te das cuenta cuanto profundamente ha estado perdida de ella. Pero Cher es una estrella, ella se las arregla para ser un personaje y al mismo tiempo y sin que lo olvides, ser Cher».
En marzo del 2000, Cher lanzó el álbum independiente Not.com.mercial, una recopilación de composiciones que había realizado luego de asistir a una conferencia de compositores en París en 1994. Debido a la fuerte naturaleza de las letras, muchas compañías discográficas se negaron a publicar el álbum al considerarlo «no comerciable», por lo que decidió publicarlo a través de su página web. El título proviene de un juego de palabras entre «dot com» (punto com), referida a los sitios web y «not commercial» (no comercial). Muchas de las canciones relataban sus vivencias personales, con un lenguaje «contundente» y contenido «sombrío». Not.com.mercial fue la primera producción en donde casi todas las canciones eran de su autoría. La canción «Sisters of Mercy» evocó la época en que estuvo recluida en un orfanato, allí tildó a las monjas católicas que cuidaban de ella como «crueles, despiadadas y perversas», lo cual causó controversia entre los líderes de la iglesia.
El mismo año, grabó «Più che puoi», a dúo con el cantante italiano Eros Ramazzotti. En noviembre, realizó un cameo en Will & Grace, en el episodio «Gypsies, Tramps and Weed», el cual se convirtió en el segundo episodio más visto de la serie. El mismo año, Cher recibió su segundo premio Echo a la artista internacional del año.

### 2001-2005: gira de despedida

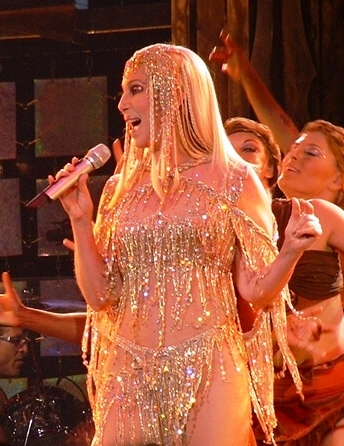
Cher cantando en la gira The Farewell Tour, en 2004

En 2001, lanzó Living Proof, álbum que también incursionó en el género dance y que fue considerado como el sucesor de Believe. Living Proof debutó en el puesto 9 del Billboard 200, siendo el debut más exitoso de su carrera hasta aquel tiempo. Slant Magazine calificó el álbum como «la mayor pieza de reafirmación del arte pop desde el 9/11». El primer sencillo del álbum para Europa, «The Music's No Good Without You», alcanzó el puesto 8 en el Reino Unido y entró en el top 10 en algunos países. El primer sencillo para los Estados Unidos, «Song for the Lonely», fue dedicado «al coraje de los neoyorquinos» tras los atentados contra las Torres Gemelas. De hecho, en el video de la canción aparecen las Torres, las cuales habían sido derribadas con meses de anterioridad.
Muchas de las canciones del álbum fueron remezcladas, siendo muy populares en las discotecas de los Estados Unidos y Europa. Living Proof recibió un disco de oro por la RIAA y la canción «Love One Another» recibió la nominación al Grammy a la mejor grabación bailable. En mayo de 2002, apareció por segunda vez en el concierto benéfico VH1 Divas Las Vegas, que contó con la colaboración de Anastacia, Céline Dion, Dixie Chicks y Shakira, entre otros. El mismo año, recibió el galardón Dance/Club Play Artist of the Year en los premios Billboard. Durante esa época, su fortuna personal fue calculada en USD$600 millones.
En junio del mismo año, se embarcó en la gira Living Proof: The Farewell Tour, la cual fue publicitada como la última de su carrera, aunque siempre aclaró que seguiría grabando discos y haciendo películas. El espectáculo fue diseñado como un homenaje a sus 40 años de carrera. Este incluyó videoclips de sus inicios en la década de los sesenta, su éxito en la televisión, el cine y fue adornado por un extravagante vestuario, respaldado por más de 20 bailarines, acróbatas y dos coristas. Inicialmente, la gira enlistó 49 conciertos pero fue extendida en muchas ocasiones, cubriendo virtualmente a todo Estados Unidos, así como varias ciudades en Europa, Australia, México, Canadá y Nueva Zelanda.
Reencontró el éxito en la televisión nuevamente con Cher: The Farewell Tour, un especial de la NBC de uno de sus conciertos en Miami en noviembre de 2002 y que fue emitido en abril de 2003, con una audiencia de más de 17 millones de personas. Fue el especial de televisión más visto del año y Cher fue premiada con el Primetime Emmy al mejor programa de variedades, música o especial de comedia. Más tarde en 2003, lanzó el álbum Live! The Farewell Tour, una recopilación de sus canciones en vivo provenientes de la gira.
Luego de romper con la sucursal de Warner en el Reino Unido en 2002, firmó un contrato de cubrimiento mundial con la casa matriz de la disquera en septiembre de 2003. El mismo año lanzó The Very Best of Cher, una recopilación de grandes éxitos de toda su carrera. Dicha producción alcanzó el puesto 4 en el Billboard Hot 100 y fue certificado con dos discos de platino por la RIAA. El mismo año, presentó una imagen distorsionada de sí misma en la comedia de Bobby y Peter Farrelly, Stuck on You, junto con Matt Damon y Greg Kinnear. En la película, Cher trató de falsificar su imagen pública, apareciendo en una cama junto con «su supuesto novio» Frankie Muniz. También en ese año, grabó un dueto con Rod Stewart, titulado «Bewitched, Bothered and Bewildered». Living Proof: The Farewell Tour, que había tenido una duración de tres años con 325 conciertos, finalizó en abril de 2005, siendo la gira más exitosa por parte de una artista femenina hasta ese tiempo, ganándose un lugar en el Libro Guinness de los récords. Durante los siguientes tres años, las apariciones de Cher en público fueron escasas.

### 2008-2013: regreso a Las Vegas, al cine y a la música
En 2008, volvió a los escenarios firmando un contrato por 180 millones de dólares para realizar una serie de presentaciones en el Coliseo del Caesars Palace de Las Vegas, titulado Cher at the Colosseum. El espectáculo, el cual inició el 6 de mayo de dicho año, repasó su historia musical y contó con una imponente puesta en escena. Ella declaró:

Comencé a actuar en Las Vegas en el casino Caesars, así que ahora completo el ciclo.

El 8 de mayo del mismo año apareció en el programa The Oprah Winfrey Show, donde se reunió con su colega y amiga Tina Turner., El episodio fue declarado el más visto en meses en Estados Unidos, rompiendo los propios récords del programa de Winfrey. En agosto del mismo año, el diario británico The Daily Telegraph anunció que Cher sería la primera opción para interpretar a Catwoman en la cinta The Dark Knight Rises. El 3 de noviembre del mismo año, estos rumores fueron desmentidos luego de una aparición en el programa The Ellen DeGeneres Show, en donde confirmó que participaría en la cinta The Drop Out, sin embargo, nunca llegó a filmarse por falta de financiación.

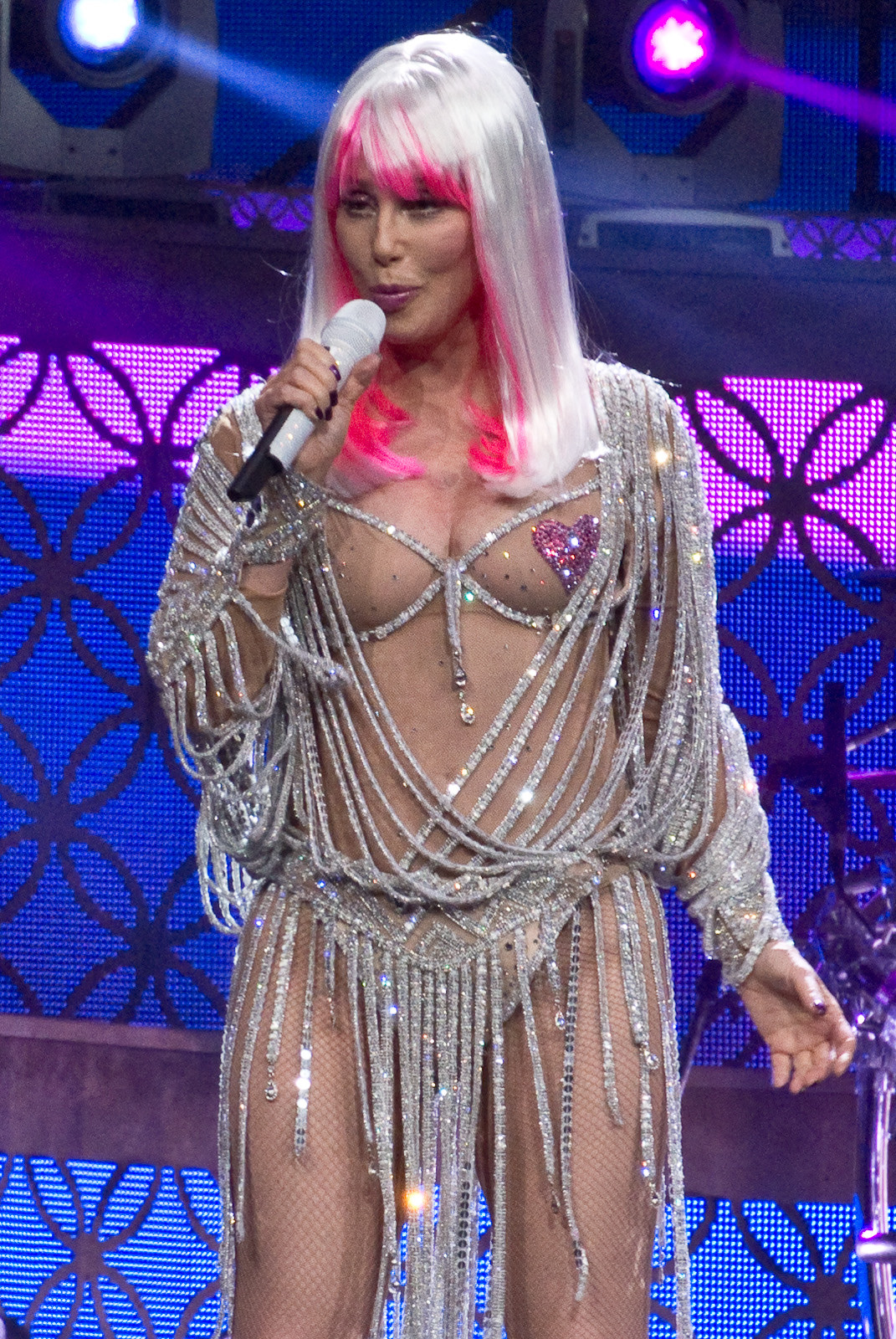
Cher cantando en el marco de su gira Dressed to Kill Tour; 2014.

El 5 de febrero de 2011, finalizó su espectáculo en Las Vegas, con un total de 192 conciertos realizados en tres años; ninguno de ellos fue grabado por lo cual no se realizaron lanzamientos posteriores en DVD del show.
En 2010 realizó su primera película formal desde 1999: Burlesque, interpretando a la dueña de un club neo-burlesque en el Sunset Boulevard que está a punto de entrar en bancarrota y que contó con la participación de Christina Aguilera. Grabó dos canciones para la banda sonora, «Welcome to Burlesque» y «You Haven't Seen the Last of Me», esta última compuesta por Diane Warren y ganadora del Globo de Oro a la mejor canción original. Burlesque recaudó 110,657,398 millones de dólares, convirtiéndose en la película de mayor recaudación de Cher. El mismo año fue inmortalizada al dejar sus huellas de manos y pies en cemento frente al Grauman's Chinese Theatre y en diciembre fue reconocida como la «mujer del año» por la revista Glamour. El año siguiente prestó su voz en la película Zookeeper, que contó con la colaboración de Kevin James, Adam Sandler y Sylvester Stallone.
En 2013 lanzó al mercado Closer to the Truth, su primer trabajo discográfico desde Living Proof de 2001. El álbum, que subió directamente a la tercera casilla del Billboard 200 en la semana de lanzamiento, se convirtió en el mejor debut de toda su carrera. Siguió la misma línea musical de sus dos producciones anteriores y contó con composiciones de Jake Shears, Pink y Timbaland. Además, la catalogó como la artista con el periodo de tiempo más amplio que ha incursionado en dicha lista desde la primera y última vez, comenzando en 1965 como parte de Sonny & Cher, hasta 2013, con un rango de 48 años. The Boston Globe calificó el sonido del álbum y a la cantante de 67 años «más convincentes que JLo o Madonna». Su primer sencillo, «Woman's World», fue presentado con una actuación en vivo durante el capítulo final de la cuarta temporada de The Voice, marcando su primera aparición en televisión en casi una década. Cher apareció en la siguiente temporada como invitada especial y consejera de Blake Shelton. También produjo Dear Mom, Love Cher, un especial de televisión sobre su madre Georgia Holt, el cual se estrenó en mayo de 2013 a través de Lifetime. En junio del mismo año apareció como artista principal en el evento del desfile del Orgullo Gay de Nueva York Dance on the Pier, el cual agotó boletería por primera vez en cinco años. En noviembre, apareció como invitada en la decimoséptima temporada del programa Bailando con las Estrellas, haciendo parte del jurado durante la octava semana del programa, cuya banda sonora incluía exclusivamente su música.

### 2014-2017: primera gira trasThe Farewell Toury segundo regreso a Las Vegas

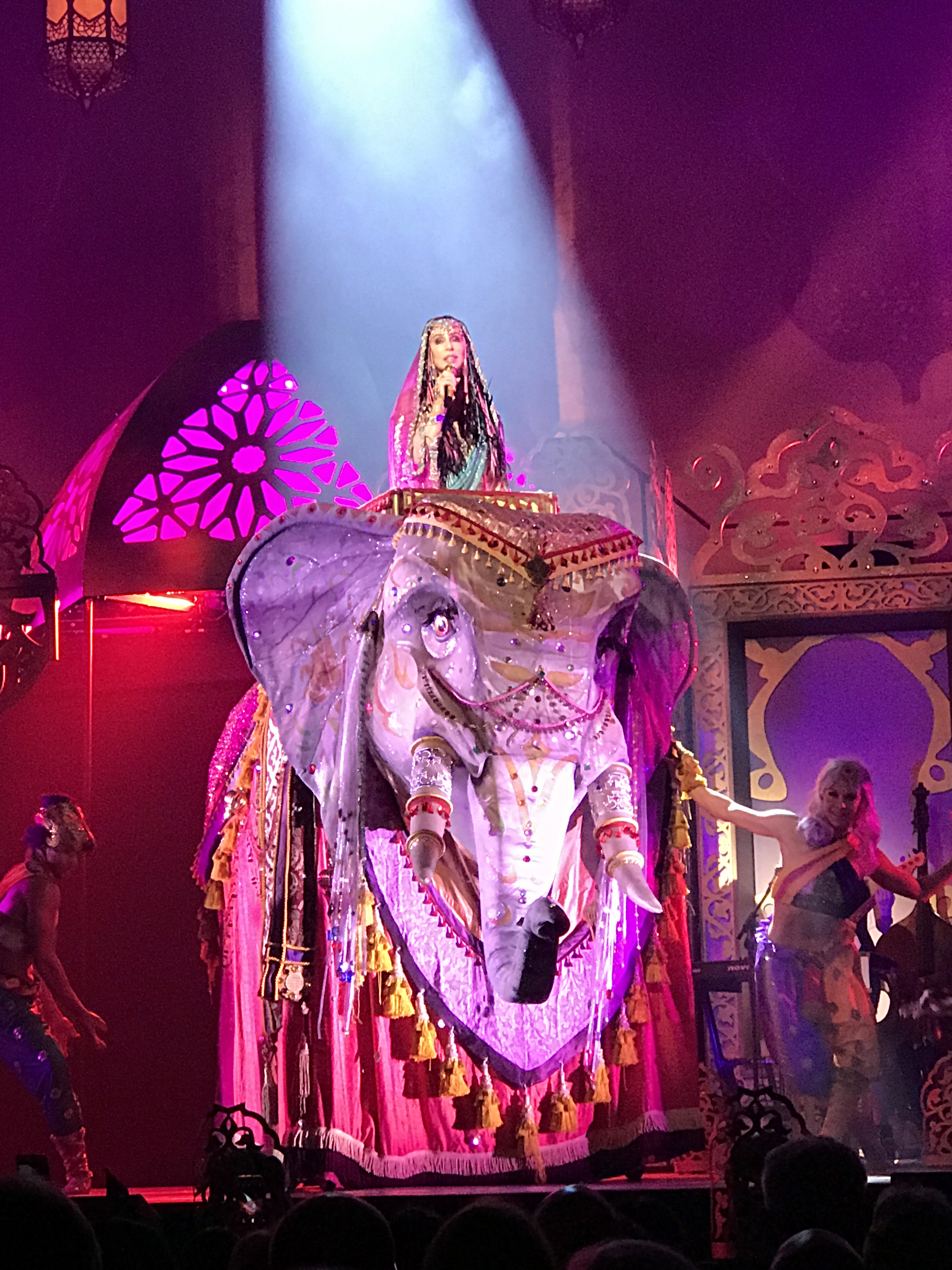
Cher cantando durante su espectáculo Classic Cher en 2017

En 2014 inició su gira Dressed to Kill Tour casi doce años después de haber anunciado su «gira de despedida», aunque aclaró con los dedos cruzados que esta sí sería la última. En la primera etapa de la gira, los boletos fueron agotados para 49 presentaciones en Norteamérica, recolectando 54.9 millones de dólares. En noviembre del mismo año, canceló el resto de sus conciertos debido una infección que había comprometido sus riñones.
El mismo año realizó una interpretación especial en el álbum Once Upon a Time in Shaolin del grupo de rap Wu-Tang Clan, siendo acreditada como Bonnie Jo Mason, su primer nombre artístico en 1964. De este álbum sólo se produjo una copia, la cual fue vendida por la suma de 2 millones de dólares en una subasta en línea en noviembre de 2015. Luego de ser invitada por Marc Jacobs al Met Gala de 2015, fue el rostro de la colección otoño/invierno del diseñador. Sobre esto, Jacobs declaró: «Este ha sido mi sueño desde hace mucho, mucho tiempo».
En junio de 2012, reveló que un musical de Broadway sobre su vida estaba en desarrollo, abriendo la posibilidad de participar en el mismo. Para 2015, se confirmó que el guion de la obra estaba en manos de Rick Elice, responsable del éxito de Broadway Jersey Boys. Cher también confirmó que tres actrices la personificarían en tres etapas distintas de su vida. A finales de 2016, Jason Moore fue confirmado como el director, mientras que Flody Suárez y Jeffrey Seller fueron confirmados como productores. La obra tuvo su primera lectura en escena entre el 2 y el 14 de enero de 2017 en presencia de Cher en la ciudad de Nueva York, bajo el título de The Cher Show. El musical se estrenó en el teatro Oriental en Chicago el 12 de junio de 2018 y abrirá en Broadway en diciembre del mismo año.
El 8 de febrero de 2017, inició su segundo espectáculo residencial titulado Classic Cher en el hotel Monte Carlo de Las Vegas. El espectáculo fue diseñado en cooperación con la empresa AEG Live, responsable de su anterior show Cher at the Colosseum. Classic Cher también cuenta con varias presentaciones en el recién inaugurado hotel MGM National Harbor en Washington D. C.. Un día después de su 71° cumpleaños, fue galardonada con el premio «Icon Award» durante la ceremonia de entrega de los Billboard Music Awards, distinción también concedida a otros artistas como Stevie Wonder, Prince y Céline Dion. Su interpretación en la ceremonia marcó su primera aparición en una entrega de premios en más de 15 años.

### 2018-2020: segundo regreso al cine yDancing Queen

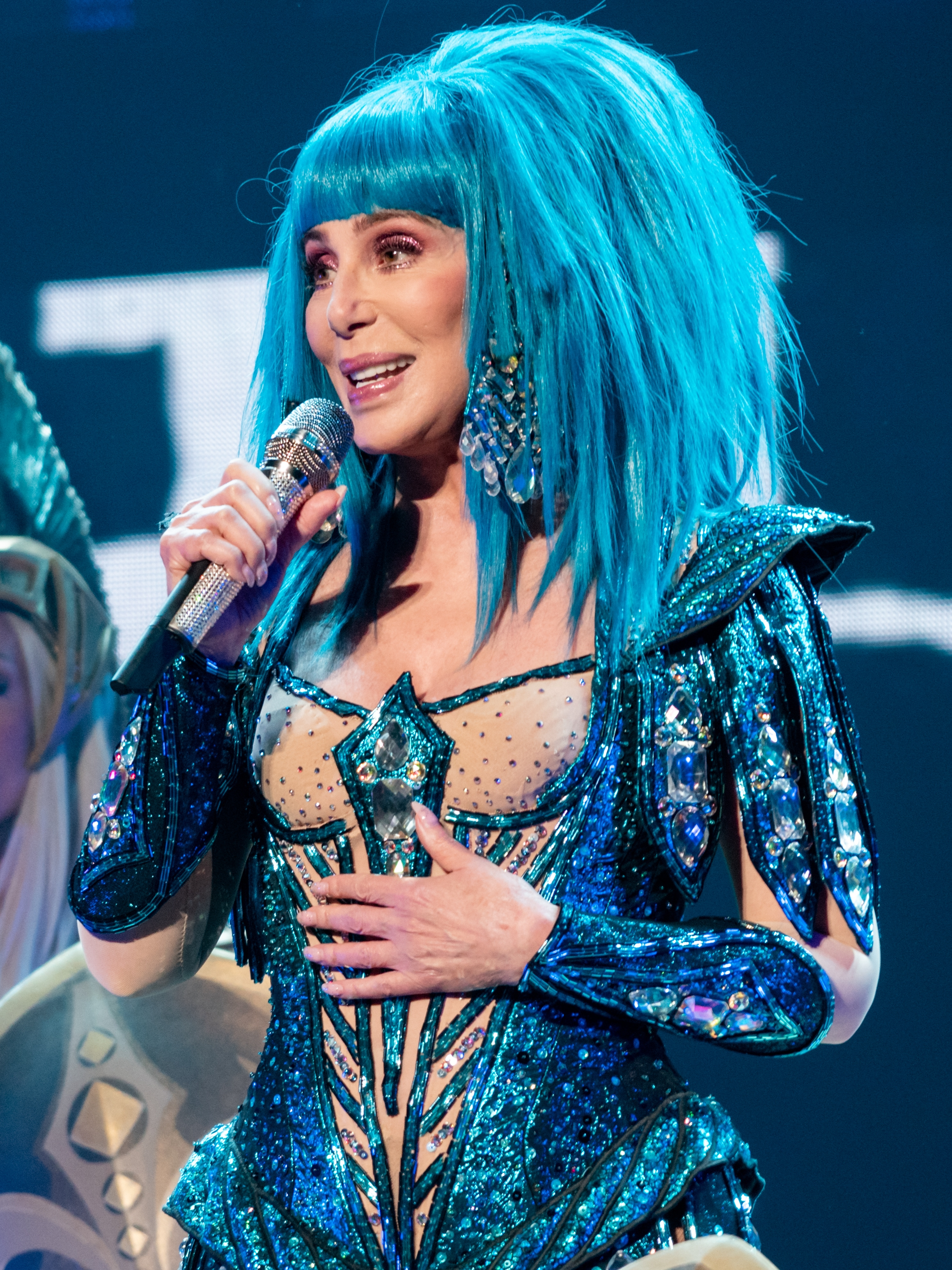
Cher presentándose en Londres durante su gira Here We Go Again Tour en octubre de 2019.

En 2018 coprotagonizó el musical Mamma Mia! Here We Go Again, su primer trabajo cinematográfico después de 8 años. La película corresponde a la secuela de Mamma Mia!, estrenada en 2008 y en donde Cher interpreta a Ruby Sheridan, abuela de Sophie, interpretada por Amanda Seyfried y madre de Donna, interpretada por Meryl Streep —marcando su segunda colaboración juntas desde Silkwood de 1983—. Sobre su interpretación, Viviana Olen y Matt Harkins de la revista New York comentaron que "es sólo en el clímax de la película donde la promesa se cumple: Cher aparece... Queda claro que cada película—no importa cuán buena— mejoraría infinitamente si incluyesen a Cher." La cantante contribuyó con dos canciones para la banda sonora: «Super Trouper» y «Fernando», ambas grabadas originalmente por el grupo sueco ABBA. Björn Ulvaeus, integrante de ABBA comentó: "Ella hace «Fernando» suya. Es su canción ahora."
El 4 de marzo de 2018 fue la invitada especial a la Marcha del orgullo LGBT de Mardi Gras en Sídney, Australia y cuya boletería se agotó en cuestión de horas luego de que revelara su visita a través de Twitter. Tras el evento, Cher anunció una gira musical por el país el final del año citando: «mi visita a Mardi Gras en Sidney me recordó cuán único y bello es Australia. Han pasado 13 años desde que hice una gira allí, así que pensé 'hagámoslo una vez más'». Here We Go Again Tour, su primera gira mundial desde 2005, recorrió Oceanía entre septiembre y octubre, se extendió por 2019 y 2020, y fue suspendida debido a la pandemia del COVID-19.
Durante la promoción de Mamma Mia! Here We Go Again, Cher confirmó que grabaría un disco con canciones del grupo sueco. Su vigésimo sexto álbum, Dancing Queen, salió al mercado el 28 de septiembre. Brittany Spanos de Rolling Stone comentó que "la artista de 72 años no solo hace que las canciones de ABBA parezcan escritas para ella, sino que también parezcan muy del 2018". Marc Snetiker de Entertainment Weekly llamó al álbum "la realización más importante de la artista desde Believe de 1998", y destacando «One of Us» como "una de las mejores grabaciones de Cher en años". Dancing Queen debutó en la tercera casilla del Billboard 200, puesto previamente ocupado por su anterior realización Closer to the Truth de 2013, y la cual es la más álta de su carrera. El álbum vendió 153 mil copias en su primera semana de lanzamiento, proclamándose como la semana de ventas más exitosa para una artista con un álbum de pop en 2018, al igual que su mejor semana con mayores ventas desde 1991. Dancing Queen también lideró el Billboard Top Album Sales, convirtiéndolo en su primer álbum número uno en dicha lista.
El musical sobre su vida, The Cher Show, se estrenó en Chicago en junio y llegó a Broadway en diciembre del mismo año. El espectáculo fue escrito por Rick Elice y cuenta la vida de la artista en tres etapas, cada una narrada por una actriz distinta. Una de ellas, Stephanie J. Block, ganó el Tony a la mejor actriz mientras que Bob Mackie –diseñador principal de la artista desde 1975– ganó en la categoría de mejor diseño de vestuario. La pandemia del COVID-19 provocó la suspensión de una gira nacional del musical en 2021. En diciembre, Cher fue homenajeada con el Kennedy Center Honors, el reconocimiento más alto otorgado por el gobierno de los Estados Unidos a aquellos artistas con una contribución extraordinaria a la cultura. La ceremonia incluyó homenajes por parte de Cyndi Lauper, Little Big Town y Adam Lambert. Otros proyectos anunciados en 2018 por la artista fueron: un álbum navideño, un segundo volumen de Dancing Queen, una autobiografía y una película biográfica sobre su vida.
En 2019, Cher lanzó su fragancia, Cher Eau de Couture, la primera desde Uninhibited de 1988 y la cual estuvo en proceso de desarrollo por cuatro años. En febrero de 2020 hizo parte de la campaña publicitaria de la colección primavera/verano de la marca Dsquared2. En mayo, estrenó la primera grabación en español de su carrera con una versión de «Chiquitita» de ABBA. Las ganancias subsecuentes fueron donadas a UNICEF tras la pandemia del COVID-19. En noviembre grabó una versión colaborativa de «Stop Crying Your Heart Out», original de Oasis, en apoyo a la organización BBC Children in Need. Cher fue incluida en la lista de «los mejores actores de 2020» por la revista The New York Times Magazine por su interpretación en Hechizo de luna de 1987. La publicación, que incluyó por primera vez una interpretación de un año anterior, declaró que la artista «debería ganar su segundo Óscar por una interpretación radiante que nos abrigó durante la cuarentena».

## Arte

### Música y voz

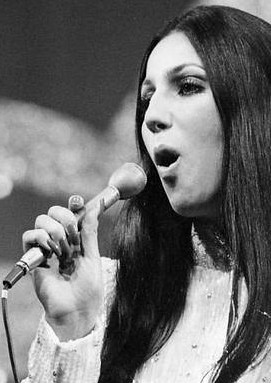
Cher es contralto, la voz más grave entre las mujeres. Su rango vocal abarca desde la nota C#3 hasta la F6, cubriendo tres octavas, dos tonos y un semitono. En la imagen, la artista en el año 1973

Cher ha empleado numerosos estilos musicales: folk, pop, punk, arena rock, power ballads, disco, New Wave y hip hop; según sus palabras, lo ha hecho para «permanecer vigente y tocar fibras sensibles». Sus primeros álbumes estaban basados en composiciones de artistas como Bob Dylan, Pete Seeger y Jackie DeShannon, así como de Sonny Bono, quien produjo la mayoría de sus discos en la década de los sesenta utilizando las técnicas aprendidas de Phil Spector. Phil Marder, de la revista Goldmine, la elogió por su casi perfecta selección de canciones que la hicieron una cantante de rock distinguida; mientras que muchos de sus primeros éxitos eran compuestos o cantados por Sonny, la mayoría de los suyos en solitario, los cuales superaban en número a los del dúo, eran hechos por compositores independientes elegidos por Cher. Según Jose F. Primes de Allmusic, en Not.com.mercial (2000), el primero de sus álbumes en donde compuso casi todas las canciones, presentó el «sentimiento de una cantautora de los setenta» que la situó en un «rol de narradora». Marder escribió que sus contribuciones en el rock & roll habían sido altos pues «había trascendido en el Rock» para convertirse en un icono de la industria del entretenimiento.
Algunas de sus primeras canciones hablaban sobre temas polémicos como el divorcio, la prostitución, embarazos no planeados en menores de edad y racismo. Debido al peculiar tono de su voz, la canción «The Way of Love», de 1972, tuvo varios puntos de interpretación, la primera era acerca del amor de una mujer hacia otra y la segunda era de una mujer rompiendo su relación con un hombre gay al que había amado. Su habilidad para cantar en tonos femeninos y masculinos le permitió interpretar canciones de temática andrógina. Su voz es contralto, sólida hasta en las notas más altas, espesa y oscura a la vez; su resistencia vocal es tal que puede mantener notas durante largos periodos de tiempo sin dificultad. Es descrita por el autor Nicholas E. Tawa como «fuerte, profunda y con un espeso vibrato». Ann Powers de The New York Times la llamó «la voz del rock por excelencia: impura, peculiar; un fino vehículo para proyectar personalidad». Su falsete ha sido descrito como «robusto», siendo «brillante, claro y pesado».
Demostrado por primera vez en el álbum Black Rose de 1980, la agresividad y la voz aguda en álbumes orientados hacia el rock resaltaron su autonomía sexual. En It's a Man's World de 1995, moderó su voz para cantar en registros altos, con falsete consistente y sin vibrato. En la canción «Believe» aplicó un método de distorsión vocal propuesto por ella misma, siendo el primer éxito internacional que presentaba el uso de Auto-Tune y manipulación de tonos como efectos creativos deliberados. Tras el éxito mundial de la canción, la técnica fue conocida como «Efecto Cher» y desde entonces ha sido muy utilizada en la música popular. Volvió a implementar esta técnica en su álbum Living Proof de 2001 y en Closer to the Truth de 2013.

### Películas, videos musicales y presentaciones en vivo

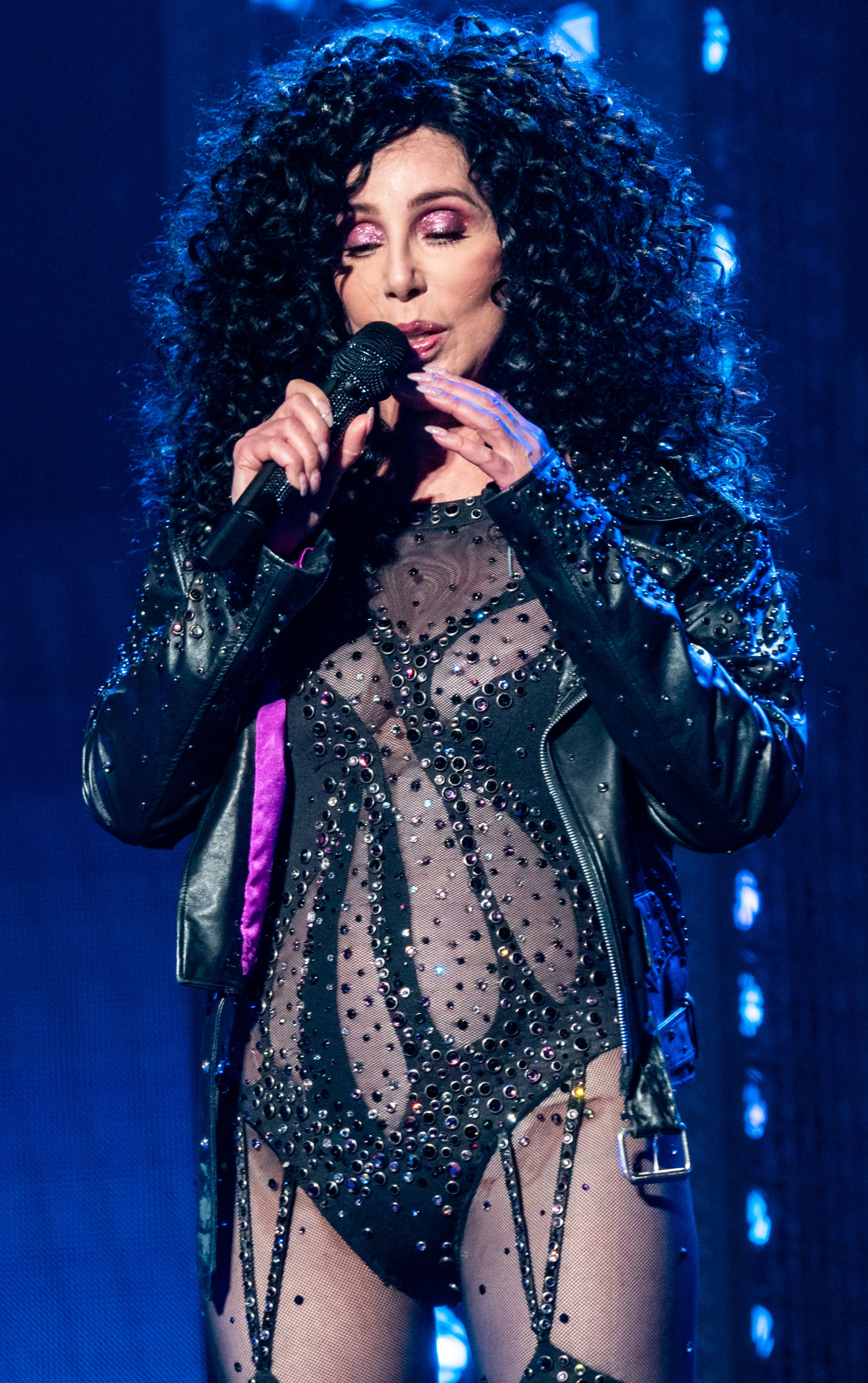
Cher de 73 años interpretando «If I Could Turn Back Time» con el revelador traje que usó en el video musical de «I Found Someone»; octubre de 2019.

Según la autora Diane Negra, Cher presentó en sus primeros años de carrera un «lugar ideal para los pensamientos de otros» y «un cuerpo que podría mostrar la creatividad masculina». Su imagen en el escenario, según la autora Yvonne Tasker «funciona en términos de una negativa a la dependencia hacia algún hombre y la determinación a no solo forjar una carrera (como actriz) en sus propios términos sino a rechazar el papel convencional asignado a la mujer de más de cuarenta años por una industria con un fetichismo hacia la juventud». A través de la década de los ochenta, encarnó papeles cuya función principal era de intermediadora social para hombres marginados. Por compartir con una víctima de elefantiasis interpretado por Eric Stoltz en Mask (1985), un mudo veterano sin hogar interpretado por Liam Neeson en Suspect (1987) y un panadero socialmente marginado con una mano de madera interpretado por Nicolas Cage en Hechizo de luna (1987), Cher mostró su estatus de «emancipadora de cuerpos». En Mermaids (1990) hizo uso de «su fuerte y sexualmente asertiva» imagen. Según Jeff Yarbrough de The Advocate, por haber tomado la decisión de interpretar a una lesbiana en Silkwood (1983), Cher se convirtió en «una de las primeras superestrellas que interpretaban a una persona gay con compasión y sin entrar en estereotipos».
Su rebelde personalidad también ha calado en sus vídeos musicales y presentaciones en vivo, en los cuales ha comentado repetidamente sobre «su propia construcción, la búsqueda de la perfección y su desempeño en un cuerpo de mujer». Según Roger Flint, escritor de la revista American Cinematographer, su video «Hell on Wheels» fue uno de los primeros videos musicales del mundo, en el que involucró «casi todas las técnicas complejas necesarias para la realización de una película». El video de «If I Could Turn Back Time» —traducido como «Si pudiera devolver el tiempo»; referido a la juventud de su cuerpo— fue el primero en ser censurado por la cadena MTV. Tasker destacó que mientras otros videos musicales y presentaciones de artistas como Janet Jackson, Madonna y Tina Turner eran apoyados por cantantes de soporte que hacían mímica y las hacían relucir, Cher en el especial Cher at the Mirage era apoyada por un bailarín que vestía uno de sus glamurosos y reveladores vestidos durante un número en el cual cantaba «toda mi vida he estado soñando con la perfección». Según Diane Negra, según su presupuesto se lo permitió, «Cher le ofreció a su público una pluralidad placentera». En su interpretación de «After All» en el mismo concierto, inicia con un montaje sobre su vida, sus exesposos e hijos, así como de sus películas, «invitando a pensar en la letra de la canción con relación a su vida y así, poniendo en circulación a una Cher histórica [...]».
Sus actuaciones en vivo fueron descritas por Cary Darling, editora de la revista Billboard, como «más un show que un concierto». Su gira Take Me Home Tour de 1979 reunió elaboradas coreografías, varios cambios de vestuario, un videoclip biográfico acerca de su carrera y dos imitadores vestidos como Diana Ross y Bette Midler. En 1999, The New York Times llamó a su Do You Believe? Tour un concierto de «alta energía circense». En 2002, Clea Simons de Boston Phoenix declaró que en su gira de despedida, Cher había «superado su propia predilección por los espectáculos». Dicho «gran show» estaba acompañado de «acróbatas del estilo del Cirque du Soleil, bailarines que se deslizaban en el aire con piruetas, con trajes de la etnia mongol envueltos en pieles, con tatuajes maoríes sobre sus letargos, fuego (proyectado en pantalla) y un acto con un animal (un elefante mecánico)». Según James Sullivan de San Francisco Chronicle: «Cher es muy consciente que su brillo camaleónico sentó las bases para el actual era de los esplendorosos shows de estadio. Esta lo suficientemente cómoda como para ver tal imitación en forma de adulación, no como si la hubieran robado».

### Moda

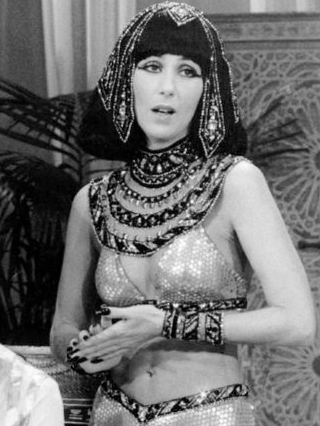
Cher es considerada la primera mujer que mostró su ombligo en la televisión estadounidense.

Cher emergió como un ícono de la moda desde la década del sesenta. Popularizó el cabello negro azabache largo y lacio, los pantalones campaneros, el torso desnudo, pañoletas y túnicas de estilo cherokee. Empezó su carrera como modelo en 1967 cuando fue descubierta por el fotógrafo Richard Avedon, responsable de la portada de la revista TIME en la que Cher apareció en 1974. Apareció en la portada de Vogue en cinco ocasiones entre 1972 y 1975. A través de su incursión en la televisión durante los setenta, llegó a ser un símbolo sexual gracias a los reveladores vestidos diseñados por Bob Mackey. Se enfrentó en numerosas ocasiones a la censura tras vestir prendas que dejaban descubierto su ombligo, catalogándose como la primera mujer en mostrar dicha parte del cuerpo en la televisión estadounidense. Igualmente, empezó a usar pelucas durante esta década. En 1972 y luego de ser enlistada en el conteo de las «mujeres mejor vestidas», Mackie declaró: «no ha habido ninguna mujer como Cher desde [Marlene] Dietrich y [Greta] Garbo. Es la estrella de la moda que atrae a personas de todas las edades. Es una gran influencia tanto para adultos como para jóvenes. Nunca ha sucedido antes. Puede pararse allí con un atuendo más salvaje y salirse con la suya. Es divertido ver a un artista que está tan conectada con la moda».
En mayo de 1999, luego de que fuera homenajeada por el Concilio de Diseñadores de América con un premio especial por su influencia en dicha industria, Robin Givhan de Los Angeles Times la llamó una «visionaria de la moda». También citó a Tom Ford, Anna Sui y Dolce & Gabbana como «diseñadores influyentes quienes han evocado su nombre como fuente de inspiración y guía». Concluyó declarando: «la nativo americana y mujer del espectáculo Cher ahora parece resumir la etnicidad, adornación y sex appeal de la industria de la moda». El crítico Booth Moore de Los Angeles Times escribió que «ellos [la industria de la moda] no volverán a crear iconos del estilo como Cher. Desde el inicio de su carrera, ella entendió que cultivar un look era tan importante como cultivar un sonido... Ella fue la muñeca Barbie del mundo, una fantasía de la moda viviente semana tras semana en televisión, que simultáneamente apareció en las listas de las mejores —y peores— vestidas. Ámenla u ódienla: ella siempre nos mantiene adivinando».

## Imagen pública
Cher se ha reinventado en personas «completamente nuevas» a través de su carrera, siendo declarada como «el último camaleón» por el profesor Richard Aquila de la Universidad Estatal Ball. Según Lucy O'Brien, Cher se adhiere al sueño americano de la autorreinvención: «el envejecer no significa ser obsoleto». Phil Marder de Goldmine escribió que «de arriba a abajo, Cher fue el prototipo de estrella femenina del rock, estableciendo los estándares de la apariencia, desde sus primeros días hippies hasta sus recientes trajes extravagantes, y su actitud —la de una mujer punk perfecta, incluso antes de que el punk fuera un término del rock–». Aseguró que con sus «actitudes casi dominantes» sobre su compañero Sonny Bono y su vestuario en el escenario, lideró el camino hacia la liberación femenina en el mundo del rock, con contemporáneas como Marianne Faithfull y Nancy Sinatra como sus seguidoras. O'Brien, en su libro She Bop II: The Definitive History of Women in Rock, Pop and Soul, discutió acerca de su personalidad adoptada en el final de los 80: «La reina del rock de los 80 debió ser Cher... con su cabello en cascada, el tatuaje en su trasero, medias en malla, chaquetas de cuero negro, y sus muy bien publicitados romances con jóvenes héroes del heavy metal... fue como si estuviera interpretando el papel de estrella de rock».
Según la biógrafa Connie Berman, su victoria en los premios Óscar de 1987 señaló un cambio importante en Hollywood: «No solo lo hizo, apareció con una bata insinuante, bailó en el escenario y fue aplaudida por su audacia». Douglas Bourde documentó en su libro The Films of the Eighties: «en el comienzo de los ochenta, su estilo personal y sus travesuras fuera de cámara pudieron haber sido demasiado para aceptarlos... Pero hacia el final de la década, la vieja guardia había pasado y un nuevo Hollywood había percibido en Cher, —trajes casi al borde de la transparencia, el cabello encrespado, opiniones concretas y agudas— una persona muy apropiada para él». El autor Craig Crawford la llamó un «modelo flexible para manejar carreras», aclamando sus «muchas y variadas victorias», las cuales se basaron en la remodelación constante de su imagen de acuerdo a las demandas cambiantes del mercado cultural. Según él, ella cobró cada «cambio radical de estilo como otro ejemplo de la rebelión, una imagen que le permitió hacer cambios calculados mientras aparentaba ser consistente». La misma Cher ha declarado: «Esta es mi vida—y voy a hacer todo lo que quiera. No me importa lo que otros piensen».

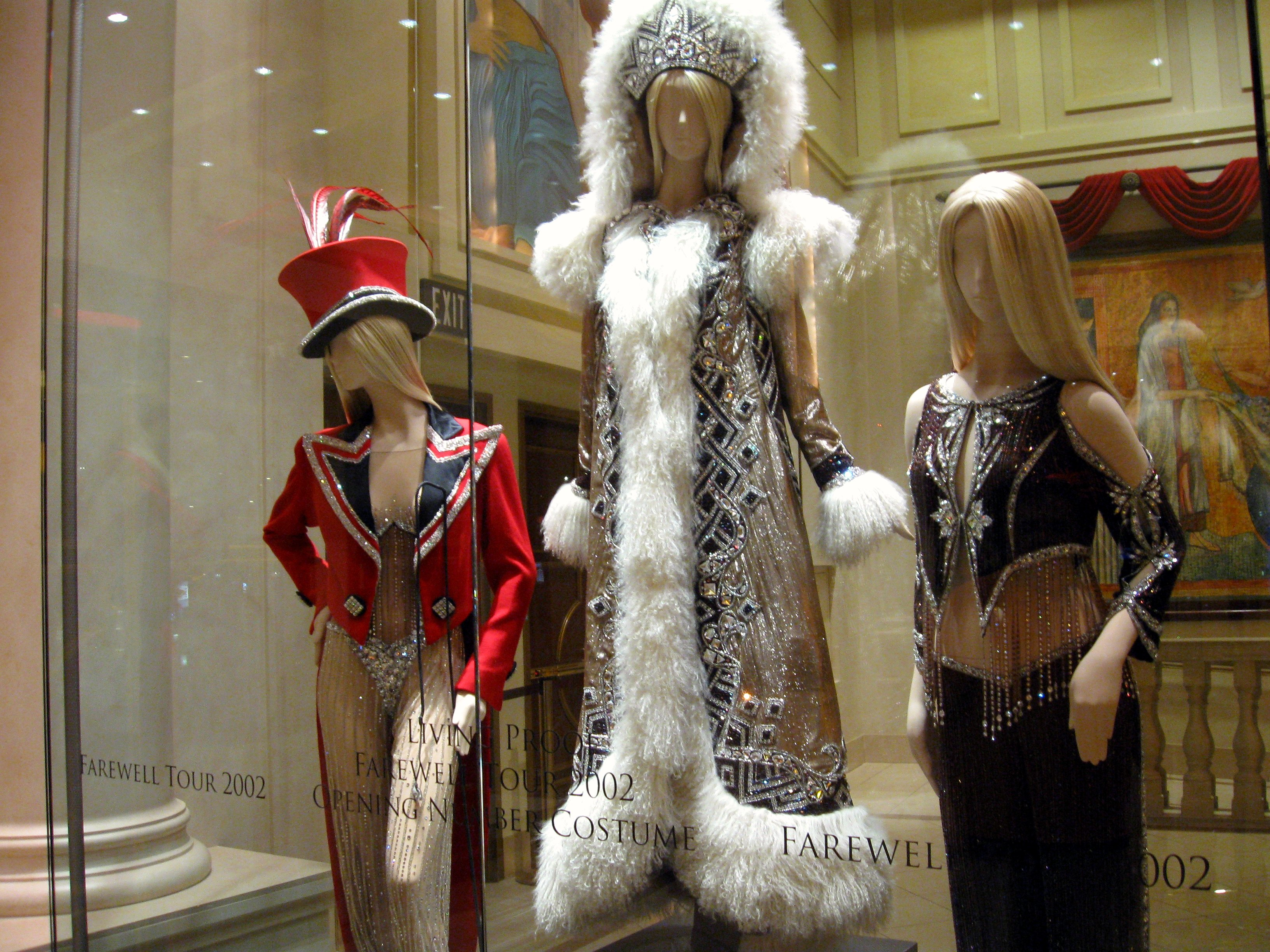
La extravagante indumentaria de The Farewell Tour, una constante en sus conciertos.

Ha atraído la atención de la prensa por su apariencia física, particularmente por sus looks juveniles y sus tatuajes. Es llamada frecuentemente la «chica del póster» de las cirugías plásticas. Grant McCracken, en su libro Transformations: Identity Construction in Contemporary Culture, dibujó un paralelo entre sus cirugías y las transformaciones de su carrera: «No existe un registro público de cuando... Cher eligió hacerse una cirugía plástica. Pero parece más o menos consistente con las transformaciones de su carrera. Sus cirugías no son meramente cosméticas. Son hiperbólicas, extremas, exageradas... Cher se ha involucrado en una tecnología de transformación dramática e irreversible». Caroline Ramazanoglu, autora de Up Against Foucault: Explorations of Some Tensions Between Foucault and Feminism, declaró que sus operaciones «han reemplazado una fuerza y apariencia étnica concreta con un look más simétrico, delicado, convencional y una versión por siempre joven de la belleza femenina [...] Cher admite haberse «hecho» sus senos, reparado su nariz, enderezado sus dientes; varios medios reportaron la extracción de una de sus costillas, moldeó sus glúteos, se implantó pómulos [...] ahora actúa como un estereotipo con la cual otras mujeres se medirán, juzgaran, disciplinaran y se corregirán a sí mismas». Cher niega la mayoría de rumores sobre sus cirugías, declarando: «he tenido las mismas mejillas toda mi vida. No me he levantado los glúteos, no me he removido ninguna costilla [...] Si quiero poner mis senos en mi espalda, no es asunto de nadie más que mío». También ha desarrollado una posición férrea y apatía sobre el envejecimiento. En una entrevista con Andy Cohen en 2013 declaró: «es una porquería. No me gusta. Cualquiera que diga que sí le gusta, está mintiendo. O no tiene mi trabajo».
Cher tiene seis tatuajes, uno de ellos, «el jardín en su trasero» como lo describió en una entrevista. The Baltimore Sun la llamó la original «Sra. Rosa Tatuada». Se tatuó por primera vez en 1972. Según Sonny Bono, «llamar "nada" a sus mariposas tatuadas era como ignorar una tormenta de arena en el desierto de Mojave. Ese fue el efecto exacto que Cher quería crear. Le gustaba hacer cosas debido al impacto que creaba. Lo hace todavía. Crea cierta controversia y luego le dice a sus críticos para que se le peguen». En el final de los noventa, Cher comenzó un tratamiento con láser para removerlos. Ella declaró: «cuando me tatué, solo las chicas malas lo hacían: yo y Janis Joplin. Ahora, eso no significa nada. Nadie se sorprende. Me tatué justo cuando dejé a Sonny y fue un sentimiento de independencia real. Esa fue mi placa».
El 11 de junio de 2009, su hijo mayor, Chaz Bono se sometió a una operación de cambio de sexo, adoptando su nuevo nombre declarándose hombre legalmente el 6 de mayo de 2010. Cher, se ha convertido en una de las defensoras más acérrimas de la comunidad de LGBT.

## Otros intereses

### Filantropía

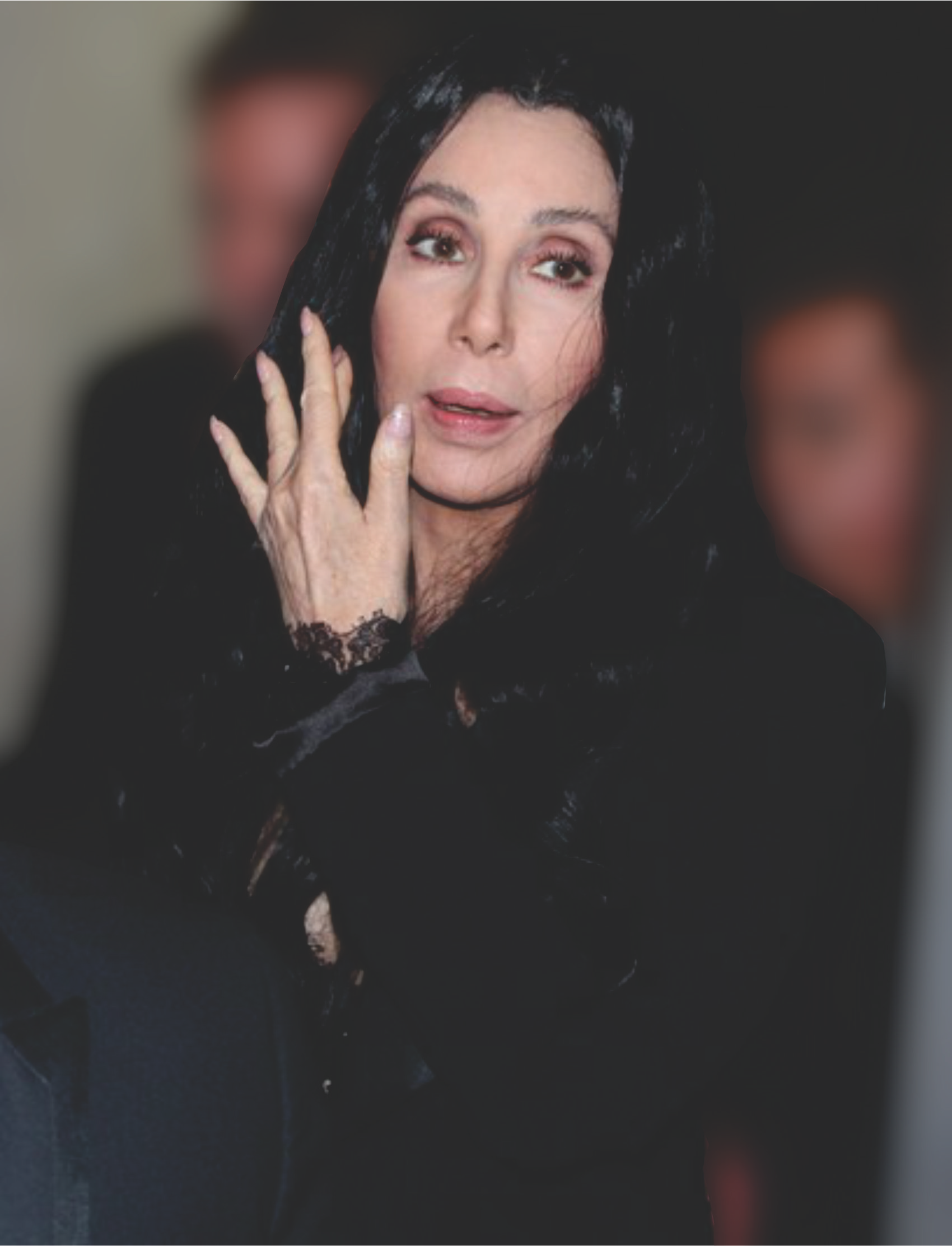
Cher en el evento amfAR en Brasil, 2015

Los primeros esfuerzos filantrópicos de Cher estuvieron encaminados hacia la investigación en salud y el mejoramiento de la calidad de vida de internos en hospitales, iniciativas a favor de la erradicación de la pobreza, de los derechos de los veteranos de guerra e infancia vulnerable. Es madrina de la fundación Cher Charitable Foundation, la cual apoya proyectos internacionales como la Fundación Intrepid Fallen Heroes, Operación Helmet y Children's Craniofacial Association.
A comienzos de los 90, Cher donó y sirvió como portavoz y presidente honoraria de la organización Children's Craniofacial Association, cuya misión es «empoderar y dar esperanza a niños facialmente desfigurados y a sus familias». Anualmente, se realiza una convención de familias bautizada como «Cher's Family Retreat», la cual reúne en el mes de junio a pacientes con desfiguración y sus familias, con otras personas que estén atravesando la misma situación. Además, Cher apoya y promueve a Get A-Head Charitable Trust, una fundación estadounidense que trabaja para el mejoramiento de calidad de vida a pacientes con enfermedades de cabeza y cuello.
Cher es donante, promotora y vocera internacional de Keep a Child Alive, una organización que busca acelerar la lucha contra el SIDA pandémico, con la inclusión de medicina retroviral para niños y familias portadoras con el virus del VIH. En 1996, fue la anfitriona del evento amfAR -Fundación para la Investigación sobre el SIDA- junto con la legendaria actriz Elizabeth Taylor en el marco del Festival de Cine de Cannes. De hecho, esta organización le otorgó en 2015 un premio especial por «su voluntad y habilidad de usar su fama para el bien común» y por «ser una de las grandes campeonas en la lucha contra el SIDA».
En muchas ocasiones, Cher ha sido una voz de apoyo para soldados y veteranos estadounidenses. Contribuyó con la donación de recursos para la Operación Helmet, una organización que provee dotación gratuita de cascos a las tropas en Irak y Afganistán. También ha contribuido con la fundación Intrepid Fallen Heroes, la cual sirve a personal militar que ha quedado en estado de discapacidad en operaciones en Oriente Medio, o en grave estado en otro tipo de operativos. En 1993, participó en un evento humanitario en Armenia, llevando comida y medicina a regiones azotadas por la guerra.
Cher se ha involucrado en la construcción de viviendas a través de la organización Hábitat para la Humanidad y ha servido de Jefe Honorario de la iniciativa «Eleva un Techo», la cual apoya la erradicación de viviendas poco adecuadas para vivir. En 2007, se convirtió en la seguidora principal de Peace Village School (PVS), en Ukunda, Kenia, una escuela rural que provee de «alimento nutritivo, medicina, educación y actividades extracuriculares» para más de 300 huérfanos y niños vulnerables de entre 2 y 13 años. Su apoyo hizo que la escuela adquiriera tierras y un edificio permanente con facilidades para la comunidad. En asociación con Malaria No More y otras organizaciones, ha piloteado esfuerzos para la erradicación de la mortandad y morbidez por malaria en los niños, cuidadores y a comunidades cercanas a la misma zona. En 2016, tras la crisis de contaminación de agua en Flint, Míchigan, Cher donó más de 180.000 botellas de agua purificada a la ciudad en asociación con la embotelladora islandesa Icelandic Glacial.
Su hijo mayor, Chaz Bono (nacido como Chastity Bono), se declaró homosexual a los 17 años, lo cual causó conflicto entre ambos. Sin embargo, Cher pronto aceptó su orientación sexual llegando a la conclusión de que la comunidad LGTB «no tuvo los mismos derechos que todos los demás, [y ella] pensó que era injusto». Cher fue la vocera de la convención nacional de Padres, Familias & Amigos de Lesbianas y Gays (PFLAG), y desde entonces, se ha convertido en una de las defensoras más arraigadas de esta comunidad. En mayo de 1998, recibió el premio GLAAD Vangard por haber «marcado la diferencia en promover los derechos igualitarios para lesbianas y hombres gay». El 11 de junio de 2009, Chaz se declaró transgénero y su proceso de reasgnación de sexo de mujer a hombre concluyó el 6 de mayo de 2010.
Del mismo modo, Cher ha demostrado gran preocupación por los animales en cautiverio y el cuidado de las especies. En 2013 expresó su preocupación por el mal estado de un oso polar en un zoológico de Argentina y alegó por su liberación, acusando a la misma presidenta de esa nación, Cristina Fernández, de culpable; el oso finalmente murió en cautiverio. En 2014 abogó por la liberación de «Billy, el elefante», el cual había permanecido en cautiverio por más de treinta años y que también presentaba problemas de salud. Cher, junto con otros artistas, reunieron más de medio millón de dólares para su liberación pero el zoológico rehusó liberarlo. También abogó por la liberación de «Kavaan», un elefante cautivo en un zoológico de Pakistán y pidió «devolverle su dignidad con su liberación». También ha atacado a SeaWorld en numerosas ocasiones pues según ella, dicha compañía recibe millones de dólares a cambio de la tortura y muerte de las especies marinas. En 2017 anunció la creación de #FreeTheWild, una campaña dedicada al cuidado de la vida salvaje y contra el maltrato animal, y que fue introducida durante la cumbre mundial de jóvenes «One Young World» llevado a cabo en Bogotá, Colombia.

### Política

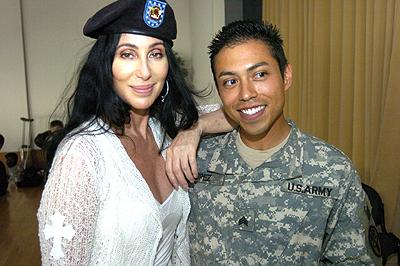
Cher visitando el Centro Médico Landstuhl Regional, lugar de atención de soldados heridos en Irak y Afganistán; 12 de julio de 2006.

Aunque Cher nunca se ha declarado del Partido Demócrata, ha asistido con frecuencia a eventos y convenciones de este partido político. A través de los años, ha hecho público su punto de vista sobre la política estadounidense y se ha dirigido con franqueza hacia el movimiento conservador. En una entrevista con Vanity Fair, Cher fue crítica acerca de varios temas de índole político, entre ellos, ídolos republicanos como Sarah Palin y Jan Brewer. Comentó que no había motivos para que alguien fuese republicano tras los ocho años de administración Bush que «casi acabaron» con ella. Durante las elecciones presidenciales de Estados Unidos de 2000, el noticiero ABC aseguró que «Cher haría todo lo posible para mantener a Bush lejos del cargo». Ella comentó a este medio: «Si eres negro en este país, si eres una mujer en este país, si perteneces a alguna minoría en este país, ¿qué te haría votar a favor de los republicanos? No tendrás ningún derecho». Además añadió: «No me gusta Bush. No confío en él. No me gustan sus antecedentes. Es estúpido. Es perezoso».
El 27 de octubre de 2003, Cher contactó anónimamente con C-SPAN durante un programa en vivo para contar una de sus visitas al Centro Médico Walter Reed Army, en Washington D. C., y criticó la falta de atención por parte de la prensa y del gobierno para atender a los soldados heridos en combate. En dicha entrevista, Cher fue identificada por el anfitrión del programa, quien luego la cuestionó acerca del apoyo dado al candidato independiente Ross Perot en las elecciones presidenciales de 1992, donde el candidato demócrata Bill Clinton resultó ganador. Ella contestó: «Cuando lo escuché al comienzo, pensé que traería algo de sentido común enfocado a los negocios y menos parcialidad, pero luego... quedé completamente desilusionada como todo el mundo cuando él cortó y corrió, y nadie supo exactamente por qué... Tal vez no pudo haber resistido toda la investigación que corre ahora».
El 30 de mayo de 2006, Día de los Caídos, Cher declaró vía telefónica en el programa Washington Journal (de la misma cadena), su respaldo al programa Operación Helmet, un grupo que proveía a soldados estadounidenses con cascos para evitar cualquier lesión en sus cabezas mientras se encontraban en zona de guerra. El 14 de junio de 2006, apareció en C-SPAN junto con Bob Meaders, fundador de dicho grupo. El mismo año, en una entrevista con Stars and Stripes, Cher se declaró en contra de la guerra en Irak, expresando su deseo de viajar a Bagdad tan pronto como encontrara la oportunidad.
Cher apoyó a Hillary Clinton en su aspiración a la Casa Blanca en 2008. Luego de que Obama se quedó con la nominación demócrata, ella le dio todo su apoyo por radio y televisión. Sin embargo, en una entrevista con Vanity Fair en 2010, comentó que aún pensaba que Hillary «hubiese hecho un mejor trabajo», aunque aceptó el hecho de que Obama «heredó problemas infranqueables». Durante las elecciones presidenciales de 2012, Cher y la comediante Kathy Griffin se declararon en contra del candidato Mitt Romney, y particularmente, del apoyo dado por este al senador republicano Richard Mourdock, quien en declaraciones pasadas había afirmado que los embarazos producto de violaciones eran «parte del plan de Dios»; su declaración fue publicitada con un corto televisivo titulado «Don't Let Mitt Turn Back Time on Women's Rights». En septiembre de 2013, Cher rechazó una invitación para actuar en la inauguración de los Juegos Olímpicos de Invierno de Sochi en Rusia, debido a las duras reformas del legislativo en contra de la comunidad LGTB en ese país. En junio de 2015, luego de que Donald Trump anunciara su aspiración a la Casa Blanca, Cher lo criticó duramente a través de Twitter, declarando que si Trump ganaba la presidencia, ella se mudaría a Júpiter.

## Legado

Cher en una exposición fotográfica en 2019

El éxito imperecedero de Cher en diversas áreas del entretenimiento le han otorgado el título de «Diosa del Pop». Fue proclamada como el «ícono pop número uno en el mundo» por AEG Live. Phill Marder, editor de la revista Goldmind, la declaró la «superestrella de más alto nivel» y que «ha sido y es hoy en día una de las figuras de mayor dominación de la era del Rock». También agregó que «ninguna mujer ha representado el rock & roll con su música, apariencia y actitud como Cher lo ha hecho». Fue considerada por Chicago Tribune como la mujer que «preparó el camino a otras cantantes como Madonna o Lady Gaga y muchas otras más». El biógrafo Mark Bego escribió que «nadie en la historia de la industria del entretenimiento ha tenido una carrera de la magnitud y el alcance de Cher. Ha sido estrella pop adolescente, presentadora de televisión, modelo de revista de moda, estrella de rock, cantante pop, actriz de Broadway, estrella de cine ganadora de un Óscar, sensación del disco y centro de atención de la prensa». Apareció dos veces en la lista de «las 25 personas más fascinantes del año» de la revista People en 1975 y 1987. En 1992, el museo de cera de Madame Tussaud la honró al incluir una estatua a su imagen y semejanza de tamaño natural como una de las cinco mujeres más bellas de la historia. En una encuesta realizada en 2001 por A&E, fue declarada como «la tercera actriz favorita» por detrás de Katharine Hepburn y Audrey Hepburn. Apareció en la lista de «las 100 estrellas más grandes del cine de nuestros días» de la revista People. En 2010, ocupó el puesto 44 entre «las 75 mujeres más grandes de todos los tiempos» de la revista Esquire. El mismo año dejó sus huellas de manos y pies frente al Grauman's Chinese Theatre y fue honrada como la mujer del año por la revista Glamour.
Cher ha sido la única persona en ganar los premios Óscar, Grammy, Globo de Oro y el premio a la mejor actriz en el Festival de Cine de Cannes. Fue homenajeada con reconocimientos especiales en los World Music Awards en 1999 y los Billboard Music Awards en 2002 por su «contribución permanente a la industria de la música» y por haber ayudado a «redefinir la música popular a través del éxito en las listas de Billboard», respectivamente. Con la canción «Believe» se convirtió en la artista femenina más anciana (a la edad de 52) en llegar a la cima de la lista Billboard Hot 100. Igualmente, tiene la brecha más larga de tiempo entre su primer y último éxito número uno en dicha lista (33 años), así como la más amplia entre dos de sus sencillos que hayan estado en la misma posición (diez días por debajo de 25 años) en la era rock del Hot 100. Es la única cantante que posicionó algún sencillo en el Top 10 de los Estados Unidos desde la década de 1960 hasta la de 1990 y la única en tener algún éxito número uno en cualquier lista Billboard desde la década de 1960 hasta la de 2010. A pesar de que interpretó su música de forma frecuente en la televisión durante la década de 1970 sin necesidad de que la gente comprara sus discos, Cher ha logrado vender más de 200 millones de álbumes en solitario alrededor del mundo.

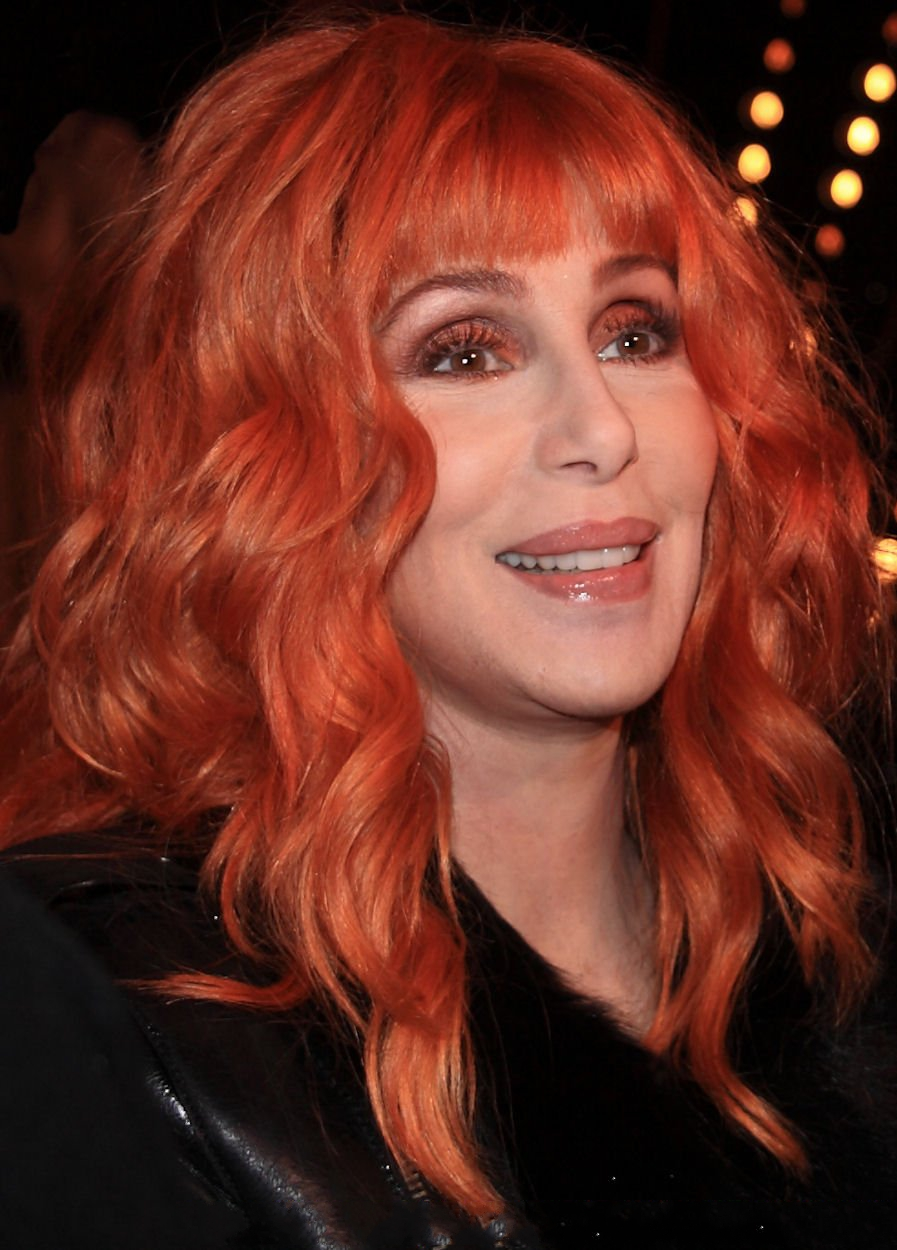
Cher en el estreno de Burlesque en Londres, 2011

El biógrafo Mark Bego comentó que «a pesar de no ser la actriz más destacada o la vocalista más talentosa, Cher ha construido una carrera de resistencia, longevidad y estatus de superestrella basada tanto en su imprevisibilidad, así como por su talento». La describió como «un pilar de conocimiento de autodeterminación». La biógrafa Connie Berman escribió que «su vida ha sido de drama e inspiración desde que se levantaba a menudo empobrecida durante su infancia hasta que irrumpió en el estrellato. Cher no podría protagonizar ninguna película tan fascinante como su propia vida». Según el autor Nicholas E. Tawa, «Cher estaba determinada a ser la cantante y actriz número uno, y lo logró... era enorme, las luces de neón de su personalidad llenaron cada escenario donde cantaba. Sus seguidores eran legión». Su «integridad» y «perseverancia» fueron distinguidos en Reaching Your Goals (Alcanzando tus Metas), una serie de libros de inspiración personal para niños en donde se detallaba su vida, haciendo hincapié en la importancia de la autorrealización: «durante años, Cher trabajó duro para convertirse en una cantante de éxito. Luego trabajó duro para convertirse en una actriz. Incluso, cuando necesitaba dinero, rechazó papeles en películas que no eran correctas para ella... su objetivo ha sido siempre ser una buena actriz y no sólo una rica y famosa».

Ha llamado la atención de numerosas activistas feministas. Apareció en el décimo sexto aniversario de la revista Ms., en donde fue declarada como una «auténtica heroína feminista» y «la mujer por excelencia de los años ochenta. Cher, la sencilla, tatuada, madre soltera disléxica y ganadora del Óscar que contrajo matrimonio con un conocido adicto a la heroína y que reconoció ser víctima de la moda por elección propia, por fin ha aterrizado en una época que no tiene miedo a aplaudir las mujeres reales». Sin embargo, Kathleen Park de Orlando Sentinel consideró esta opinión miserable, declarándola «una estrella de proporciones extraordinarias. Cher difícilmente encarnó, al menos públicamente, las cualidades para ganar el respeto del mundo». Además agregó que «Cher es elogiada por hacer todas las cosas que la mayoría de nosotras intentó hacer en nuestros esfuerzos para crecer». Stephanie Brush del The New York Times escribió que Cher «cumple la función para las mujeres aficionadas al cine que Jack Nicholson siempre cumplió para los hombres. Estar libre de culpas al no haber sido nunca la Novia de América, en donde representa a las mujeres con sus deseos de venganza, diciéndoles a todos imbéciles y diciéndoles a donde pueden ir. Tienes que ser más bella para salirte con la tuya. Tienes que haber sido Cher por más de 50 años».
Sus múltiples regresos y cambios de carrera han sido siempre objeto de discusión. El productor David Geffen la declaró como «el gato proverbial de las nueve vidas» y que «seguirá siendo relevante hoy como lo fue en los años sesenta». Mark Bego escribió: «Justo cuando crees que lo ha hecho todo, Cher se recrea y adquiere una personalidad completamente nueva». The New York Times la declaró como «la Reina de los Regresos». Su regreso a la música en 1998, en el género dance, inspiró a otros artistas veteranos como Diana Ross, Lionel Richie y Tina Turner a que emularan su sonido y replicaran su éxito. Por su parte, Cher declaró: «me siento como el bumper de un auto, si choco contra un muro, retrocedo y voy hacia otra dirección. Y he golpeado un montón de paredes de mierda en mi carrera. Pero no voy a parar. Creo que tal vez esa es mi mejor cualidad: Simplemente no te detengas».
La reverencia mostrada hacia Cher por parte de la comunidad gay se ha atribuido a los logros en su carrera, su sentido del estilo y longevidad. Alec Mapa, de The Advocate, escribió: «Mientras que el resto de nosotros estábamos durmiendo, Cher ha estado por ahí durante las últimas cuatro décadas viviendo cada una de las fantasías de nuestra infancia... Cher encarna una libertad imperdonable y la intrepidez que solo algunos de nosotros podemos aspirar». Según Thomas Rogers de la revista Salon, Cher ha sido frecuentemente imitada por los drag queens porque «superó los insultos y las dificultades en [su] camino hacia el éxito» y porque su historia es el «reflejo que muchos hombres gays sufren en su camino para salir del armario».

## Discografía
Álbumes de estudio
| - 1965: All I Really Want To Do - 1966: The Sonny Side of Chér - 1966: Chér - 1967: With Love, Chér - 1968: Backstage - 1969: 3614 Jackson Highway - 1971: Chér (reeditado bajo el título Gypsys, Tramps & Thieves) - 1972: Foxy Lady - 1973: Bittersweet White Light | - 1973: Half Breed - 1974: Dark Lady - 1975: Stars - 1976: I'd Rather Believe in You - 1977: Cherished - 1979: Take Me Home - 1979: Prisoner - 1980: Black Rose - 1982: I Paralyze | - 1987: Cher - 1989: Heart of Stone - 1991: Love Hurts - 1995: It's a Man's World - 1998: Believe - 2000: Not.com.mercial - 2001: Living Proof - 2013: Closer to the Truth - 2018: Dancing Queen - 2023: Christmas |

## Filmografía

### Cine
- 1967: Good Times
- 1969: Chastity
- 1982: Come Back to the Five and Dime, Jimmy Dean, Jimmy Dean
- 1983: Silkwood
- 1985: Mask
- 1987: Suspect
- 1987: Las brujas de Eastwick
- 1987: Hechizo de luna
- 1990: Mermaids
- 1992: The player
- 1996: Faithful
- 1999: Té con Mussolini
- 2003: Stuck on You
- 2010: Burlesque
- 2011: Zookeeper
- 2018: Mamma Mia! Here We Go Again

### Televisión
- 1971-1974: The Sonny & Cher Comedy Hour
- 1975: The Cher Show
- 1976-1977: The Sonny and Cher Show
- 1996: If These Walls Could Talk (también como directora)

## Giras musicales

### Giras
- 1979: Take Me Home Tour
- 1989-1990: Heart of Stone Tour
- 1992: Love Hurts Tour
- 1999-2000: Do You Believe? Tour
- 2002-2005: The Farewell Tour
- 2014: Dressed to Kill Tour
- 2018-2019: Here We Go Again Tour

### Residencias
- 2008-2011: Cher at the Colosseum
- 2017-2019: Classic Cher